# Lista de asteroides (349001-350000)
Esta é uma lista parcial de asteroides, do asteroide número 349001 até o 350000, inclusive. Veja também o índice com todas as listas disponíveis.

| Objeto Próximos à Terra | Cinturão de asteroides (interno) | Cinturão de asteroides (externo) | Centauro       |
| Cruzador de Marte       | Cinturão de asteroides (meio)    | Troianos de Júpiter              | Transnetuniano |

Veja mais dados de cada asteroide na ligação externa para o Minor Planet Center na última coluna.
Índice: 349001... 349101... 349201... 349301... 349401... 349501... 349601... 349701... 349801... 349901... 

## 349001–349100
| Designação | Designação | Descoberta  | Descoberta        | Descobridor(es)     | Categoria | Mais informações / Referência |
| Permanente | Provisória | Data        | Local             | Descobridor(es)     | Categoria | Mais informações / Referência |
| ---------- | ---------- | ----------- | ----------------- | ------------------- | --------- | ----------------------------- |
| 349001     | 2006 UT246 | 27 out 2006 | Mount Lemmon      | Mount Lemmon Survey | —         | MPC                           |
| 349002     | 2006 UY249 | 27 out 2006 | Mount Lemmon      | Mount Lemmon Survey | —         | MPC                           |
| 349003     | 2006 UW267 | 27 out 2006 | Catalina          | CSS                 | —         | MPC                           |
| 349004     | 2006 UU268 | 27 out 2006 | Mount Lemmon      | Mount Lemmon Survey | —         | MPC                           |
| 349005     | 2006 UT270 | 27 out 2006 | Mount Lemmon      | Mount Lemmon Survey | Brangane  | MPC                           |
| 349006     | 2006 UZ273 | 27 out 2006 | Kitt Peak         | Spacewatch          | —         | MPC                           |
| 349007     | 2006 UA274 | 27 out 2006 | Kitt Peak         | Spacewatch          | —         | MPC                           |
| 349008     | 2006 UJ274 | 27 out 2006 | Kitt Peak         | Spacewatch          | —         | MPC                           |
| 349009     | 2006 UK274 | 27 out 2006 | Kitt Peak         | Spacewatch          | —         | MPC                           |
| 349010     | 2006 UO275 | 28 out 2006 | Calvin-Rehoboth   | L. A. Molnar        | —         | MPC                           |
| 349011     | 2006 UP277 | 2 out 2006  | Mount Lemmon      | Mount Lemmon Survey | Ursula    | MPC                           |
| 349012     | 2006 UG282 | 28 out 2006 | Mount Lemmon      | Mount Lemmon Survey | —         | MPC                           |
| 349013     | 2006 UM285 | 28 out 2006 | Kitt Peak         | Spacewatch          | Mitidika  | MPC                           |
| 349014     | 2006 UC288 | 29 out 2006 | Kitt Peak         | Spacewatch          | —         | MPC                           |
| 349015     | 2006 UF289 | 14 out 2006 | Lulin Observatory | Lulin Obs.          | —         | MPC                           |
| 349016     | 2006 UV289 | 31 out 2006 | Kitt Peak         | Spacewatch          | —         | MPC                           |
| 349017     | 2006 UA331 | 16 out 2006 | Apache Point      | A. C. Becker        | —         | MPC                           |
| 349018     | 2006 UD352 | 26 out 2006 | Mauna Kea         | P. A. Wiegert       | —         | MPC                           |
| 349019     | 2006 UE358 | 21 out 2006 | Mount Lemmon      | Mount Lemmon Survey | —         | MPC                           |
| 349020     | 2006 UJ361 | 21 out 2006 | Catalina          | CSS                 | —         | MPC                           |
| 349021     | 2006 VB7   | 10 nov 2006 | Kitt Peak         | Spacewatch          | —         | MPC                           |
| 349022     | 2006 VE9   | 11 nov 2006 | Catalina          | CSS                 | —         | MPC                           |
| 349023     | 2006 VD11  | 11 nov 2006 | Mount Lemmon      | Mount Lemmon Survey | —         | MPC                           |
| 349024     | 2006 VC13  | 1 nov 2006  | Catalina          | CSS                 | —         | MPC                           |
| 349025     | 2006 VP16  | 9 nov 2006  | Kitt Peak         | Spacewatch          | —         | MPC                           |
| 349026     | 2006 VU17  | 9 nov 2006  | Kitt Peak         | Spacewatch          | —         | MPC                           |
| 349027     | 2006 VG22  | 10 nov 2006 | Kitt Peak         | Spacewatch          | —         | MPC                           |
| 349028     | 2006 VH24  | 10 nov 2006 | Kitt Peak         | Spacewatch          | —         | MPC                           |
| 349029     | 2006 VN31  | 26 set 2006 | Mount Lemmon      | Mount Lemmon Survey | —         | MPC                           |
| 349030     | 2006 VA32  | 11 nov 2006 | Mount Lemmon      | Mount Lemmon Survey | —         | MPC                           |
| 349031     | 2006 VR36  | 16 out 2006 | Catalina          | CSS                 | —         | MPC                           |
| 349032     | 2006 VU37  | 11 nov 2006 | Palomar           | NEAT                | —         | MPC                           |
| 349033     | 2006 VT42  | 12 nov 2006 | Mount Lemmon      | Mount Lemmon Survey | —         | MPC                           |
| 349034     | 2006 VW48  | 10 nov 2006 | Kitt Peak         | Spacewatch          | —         | MPC                           |
| 349035     | 2006 VD49  | 10 nov 2006 | Kitt Peak         | Spacewatch          | Ursula    | MPC                           |
| 349036     | 2006 VD54  | 31 out 2006 | Kitt Peak         | Spacewatch          | —         | MPC                           |
| 349037     | 2006 VA62  | 11 nov 2006 | Kitt Peak         | Spacewatch          | —         | MPC                           |
| 349038     | 2006 VS62  | 11 nov 2006 | Kitt Peak         | Spacewatch          | —         | MPC                           |
| 349039     | 2006 VS65  | 11 nov 2006 | Kitt Peak         | Spacewatch          | —         | MPC                           |
| 349040     | 2006 VM74  | 11 nov 2006 | Mount Lemmon      | Mount Lemmon Survey | —         | MPC                           |
| 349041     | 2006 VF84  | 13 nov 2006 | Mount Lemmon      | Mount Lemmon Survey | —         | MPC                           |
| 349042     | 2006 VN85  | 21 out 2006 | Kitt Peak         | Spacewatch          | Ursula    | MPC                           |
| 349043     | 2006 VK101 | 11 nov 2006 | Kitt Peak         | Spacewatch          | —         | MPC                           |
| 349044     | 2006 VC122 | 14 nov 2006 | Junk Bond         | D. Healy            | —         | MPC                           |
| 349045     | 2006 VK126 | 25 set 2006 | Kitt Peak         | Spacewatch          | —         | MPC                           |
| 349046     | 2006 VD134 | 15 nov 2006 | Mount Lemmon      | Mount Lemmon Survey | —         | MPC                           |
| 349047     | 2006 VJ142 | 14 nov 2006 | Kitt Peak         | Spacewatch          | —         | MPC                           |
| 349048     | 2006 VQ149 | 9 nov 2006  | Palomar           | NEAT                | —         | MPC                           |
| 349049     | 2006 VC170 | 11 nov 2006 | Kitt Peak         | Spacewatch          | —         | MPC                           |
| 349050     | 2006 VH171 | 11 nov 2006 | Kitt Peak         | Spacewatch          | —         | MPC                           |
| 349051     | 2006 WQ2   | 19 nov 2006 | Needville         | Needville Obs.      | —         | MPC                           |
| 349052     | 2006 WA11  | 16 nov 2006 | Socorro           | LINEAR              | —         | MPC                           |
| 349053     | 2006 WB40  | 16 nov 2006 | Kitt Peak         | Spacewatch          | —         | MPC                           |
| 349054     | 2006 WD52  | 1 nov 2006  | Mount Lemmon      | Mount Lemmon Survey | —         | MPC                           |
| 349055     | 2006 WK78  | 18 nov 2006 | Kitt Peak         | Spacewatch          | —         | MPC                           |
| 349056     | 2006 WR83  | 18 nov 2006 | Kitt Peak         | Spacewatch          | —         | MPC                           |
| 349057     | 2006 WL107 | 19 nov 2006 | Catalina          | CSS                 | —         | MPC                           |
| 349058     | 2006 WX133 | 18 nov 2006 | Mount Lemmon      | Mount Lemmon Survey | Ursula    | MPC                           |
| 349059     | 2006 WQ142 | 20 nov 2006 | Kitt Peak         | Spacewatch          | —         | MPC                           |
| 349060     | 2006 WQ156 | 22 nov 2006 | Mount Lemmon      | Mount Lemmon Survey | —         | MPC                           |
| 349061     | 2006 WR177 | 23 nov 2006 | Mount Lemmon      | Mount Lemmon Survey | —         | MPC                           |
| 349062     | 2006 WN191 | 27 nov 2006 | Kitt Peak         | Spacewatch          | —         | MPC                           |
| 349063     | 2006 XA    | 1 dez 2006  | Catalina          | CSS                 | —         | MPC                           |
| 349064     | 2006 XQ6   | 9 dez 2006  | Palomar           | NEAT                | —         | MPC                           |
| 349065     | 2006 XC11  | 10 dez 2006 | Kitt Peak         | Spacewatch          | Ursula    | MPC                           |
| 349066     | 2006 XF18  | 28 set 2006 | Kitt Peak         | Spacewatch          | —         | MPC                           |
| 349067     | 2006 XS63  | 9 dez 2006  | Palomar           | NEAT                | —         | MPC                           |
| 349068     | 2006 YT13  | 26 dez 2006 | Catalina          | CSS                 | —         | MPC                           |
| 349069     | 2006 YX19  | 25 dez 2006 | Piszkéstető       | K. Sárneczky        | —         | MPC                           |
| 349070     | 2007 AW9   | 15 dez 2006 | Kitt Peak         | Spacewatch          | —         | MPC                           |
| 349071     | 2007 AU19  | 8 jan 2007  | Kitt Peak         | Spacewatch          | —         | MPC                           |
| 349072     | 2007 AN26  | 9 jan 2007  | Mount Lemmon      | Mount Lemmon Survey | —         | MPC                           |
| 349073     | 2007 AQ27  | 9 jan 2007  | Kitt Peak         | Spacewatch          | —         | MPC                           |
| 349074     | 2007 BM8   | 25 jan 2007 | Anderson Mesa     | LONEOS              | —         | MPC                           |
| 349075     | 2007 BJ46  | 26 jan 2007 | Kitt Peak         | Spacewatch          | —         | MPC                           |
| 349076     | 2007 BJ67  | 27 jan 2007 | Mount Lemmon      | Mount Lemmon Survey | —         | MPC                           |
| 349077     | 2007 BZ100 | 27 jan 2007 | Kitt Peak         | Spacewatch          | —         | MPC                           |
| 349078     | 2007 CT14  | 7 fev 2007  | Mount Lemmon      | Mount Lemmon Survey | —         | MPC                           |
| 349079     | 2007 CP24  | 8 fev 2007  | Mount Lemmon      | Mount Lemmon Survey | —         | MPC                           |
| 349080     | 2007 CL49  | 10 fev 2007 | Mount Lemmon      | Mount Lemmon Survey | —         | MPC                           |
| 349081     | 2007 CB55  | 10 fev 2007 | Mount Lemmon      | Mount Lemmon Survey | —         | MPC                           |
| 349082     | 2007 DR3   | 30 set 2005 | Kitt Peak         | Spacewatch          | —         | MPC                           |
| 349083     | 2007 DT8   | 17 fev 2007 | Kitt Peak         | Spacewatch          | —         | MPC                           |
| 349084     | 2007 DO9   | 17 fev 2007 | Kitt Peak         | Spacewatch          | —         | MPC                           |
| 349085     | 2007 DK35  | 17 fev 2007 | Kitt Peak         | Spacewatch          | —         | MPC                           |
| 349086     | 2007 DX52  | 19 fev 2007 | Mount Lemmon      | Mount Lemmon Survey | —         | MPC                           |
| 349087     | 2007 DD53  | 19 fev 2007 | Mount Lemmon      | Mount Lemmon Survey | —         | MPC                           |
| 349088     | 2007 DK67  | 12 set 2001 | Socorro           | LINEAR              | —         | MPC                           |
| 349089     | 2007 DZ89  | 27 jan 2007 | Mount Lemmon      | Mount Lemmon Survey | —         | MPC                           |
| 349090     | 2007 DO95  | 23 fev 2007 | Kitt Peak         | Spacewatch          | —         | MPC                           |
| 349091     | 2007 ED48  | 9 mar 2007  | Kitt Peak         | Spacewatch          | —         | MPC                           |
| 349092     | 2007 ER64  | 10 mar 2007 | Kitt Peak         | Spacewatch          | —         | MPC                           |
| 349093     | 2007 EG67  | 10 mar 2007 | Kitt Peak         | Spacewatch          | —         | MPC                           |
| 349094     | 2007 EM73  | 10 mar 2007 | Mount Lemmon      | Mount Lemmon Survey | —         | MPC                           |
| 349095     | 2007 ET78  | 10 mar 2007 | Palomar           | NEAT                | —         | MPC                           |
| 349096     | 2007 ED102 | 11 mar 2007 | Kitt Peak         | Spacewatch          | —         | MPC                           |
| 349097     | 2007 ET154 | 2 jan 2000  | Kitt Peak         | Spacewatch          | —         | MPC                           |
| 349098     | 2007 EN175 | 14 mar 2007 | Kitt Peak         | Spacewatch          | —         | MPC                           |
| 349099     | 2007 ES212 | 8 mar 2007  | Palomar           | NEAT                | —         | MPC                           |
| 349100     | 2007 EQ220 | 30 ago 2005 | Kitt Peak         | Spacewatch          | —         | MPC                           |

## 349101–349200
| Designação | Designação | Descoberta  | Descoberta        | Descobridor(es)       | Categoria | Mais informações / Referência |
| Permanente | Provisória | Data        | Local             | Descobridor(es)       | Categoria | Mais informações / Referência |
| ---------- | ---------- | ----------- | ----------------- | --------------------- | --------- | ----------------------------- |
| 349101     | 2007 EN221 | 15 mar 2007 | Mount Lemmon      | Mount Lemmon Survey   | —         | MPC                           |
| 349102     | 2007 FN12  | 18 mar 2007 | Kitt Peak         | Spacewatch            | —         | MPC                           |
| 349103     | 2007 FH31  | 20 mar 2007 | Mount Lemmon      | Mount Lemmon Survey   | —         | MPC                           |
| 349104     | 2007 FH33  | 9 mar 2007  | Kitt Peak         | Spacewatch            | —         | MPC                           |
| 349105     | 2007 GQ8   | 7 abr 2007  | Mount Lemmon      | Mount Lemmon Survey   | —         | MPC                           |
| 349106     | 2007 GT13  | 11 abr 2007 | Kitt Peak         | Spacewatch            | —         | MPC                           |
| 349107     | 2007 GA18  | 11 abr 2007 | Kitt Peak         | Spacewatch            | —         | MPC                           |
| 349108     | 2007 GD18  | 11 abr 2007 | Kitt Peak         | Spacewatch            | —         | MPC                           |
| 349109     | 2007 GQ19  | 11 abr 2007 | Kitt Peak         | Spacewatch            | —         | MPC                           |
| 349110     | 2007 GW23  | 11 abr 2007 | Kitt Peak         | Spacewatch            | —         | MPC                           |
| 349111     | 2007 GH24  | 11 abr 2007 | Kitt Peak         | Spacewatch            | Mitidika  | MPC                           |
| 349112     | 2007 GJ24  | 11 abr 2007 | Kitt Peak         | Spacewatch            | —         | MPC                           |
| 349113     | 2007 GL25  | 13 abr 2007 | Siding Spring     | SSS                   | —         | MPC                           |
| 349114     | 2007 GT35  | 13 mar 2007 | Mount Lemmon      | Mount Lemmon Survey   | —         | MPC                           |
| 349115     | 2007 GR36  | 14 abr 2007 | Kitt Peak         | Spacewatch            | Mitidika  | MPC                           |
| 349116     | 2007 GS37  | 25 abr 2000 | Kitt Peak         | Spacewatch            | —         | MPC                           |
| 349117     | 2007 GC71  | 15 abr 2007 | Mount Lemmon      | Mount Lemmon Survey   | —         | MPC                           |
| 349118     | 2007 GK74  | 14 mar 2007 | Siding Spring     | SSS                   | —         | MPC                           |
| 349119     | 2007 HN2   | 16 abr 2007 | Mount Lemmon      | Mount Lemmon Survey   | —         | MPC                           |
| 349120     | 2007 HS8   | 18 abr 2007 | Mount Lemmon      | Mount Lemmon Survey   | —         | MPC                           |
| 349121     | 2007 HB11  | 18 abr 2007 | Kitt Peak         | Spacewatch            | —         | MPC                           |
| 349122     | 2007 HJ20  | 18 abr 2007 | Kitt Peak         | Spacewatch            | Mitidika  | MPC                           |
| 349123     | 2007 HS22  | 21 nov 2005 | Kitt Peak         | Spacewatch            | —         | MPC                           |
| 349124     | 2007 HW23  | 18 abr 2007 | Kitt Peak         | Spacewatch            | —         | MPC                           |
| 349125     | 2007 HZ40  | 20 abr 2007 | Kitt Peak         | Spacewatch            | —         | MPC                           |
| 349126     | 2007 HE50  | 20 abr 2007 | Kitt Peak         | Spacewatch            | —         | MPC                           |
| 349127     | 2007 HA67  | 22 abr 2007 | Mount Lemmon      | Mount Lemmon Survey   | —         | MPC                           |
| 349128     | 2007 HF71  | 15 mar 2007 | Mount Lemmon      | Mount Lemmon Survey   | —         | MPC                           |
| 349129     | 2007 HH72  | 22 abr 2007 | Kitt Peak         | Spacewatch            | —         | MPC                           |
| 349130     | 2007 HM73  | 22 abr 2007 | Kitt Peak         | Spacewatch            | Brangane  | MPC                           |
| 349131     | 2007 HR80  | 25 abr 2007 | Mount Lemmon      | Mount Lemmon Survey   | —         | MPC                           |
| 349132     | 2007 HW81  | 25 abr 2007 | Kitt Peak         | Spacewatch            | —         | MPC                           |
| 349133     | 2007 JB    | 25 jan 2007 | Siding Spring     | SSS                   | —         | MPC                           |
| 349134     | 2007 JN1   | 7 mai 2007  | Kitt Peak         | Spacewatch            | Mitidika  | MPC                           |
| 349135     | 2007 JT14  | 10 mai 2007 | Mount Lemmon      | Mount Lemmon Survey   | —         | MPC                           |
| 349136     | 2007 JH17  | 7 mai 2007  | Kitt Peak         | Spacewatch            | —         | MPC                           |
| 349137     | 2007 JS24  | 25 abr 2007 | Mount Lemmon      | Mount Lemmon Survey   | Phocaea   | MPC                           |
| 349138     | 2007 JT27  | 10 mai 2007 | Anderson Mesa     | LONEOS                | —         | MPC                           |
| 349139     | 2007 JX30  | 11 mai 2007 | Mount Lemmon      | Mount Lemmon Survey   | —         | MPC                           |
| 349140     | 2007 JD34  | 9 mai 2007  | Catalina          | CSS                   | —         | MPC                           |
| 349141     | 2007 KX6   | 26 mai 2007 | Siding Spring     | SSS                   | —         | MPC                           |
| 349142     | 2007 KO9   | 26 mai 2007 | Mount Lemmon      | Mount Lemmon Survey   | —         | MPC                           |
| 349143     | 2007 LC1   | 8 jun 2007  | Kitt Peak         | Spacewatch            | —         | MPC                           |
| 349144     | 2007 LL7   | 8 jun 2007  | Kitt Peak         | Spacewatch            | —         | MPC                           |
| 349145     | 2007 LP25  | 27 jan 2001 | Haleakalā         | NEAT                  | —         | MPC                           |
| 349146     | 2007 MC3   | 16 jun 2007 | Kitt Peak         | Spacewatch            | —         | MPC                           |
| 349147     | 2007 MU10  | 21 jun 2007 | Mount Lemmon      | Mount Lemmon Survey   | —         | MPC                           |
| 349148     | 2007 ML12  | 21 jun 2007 | Mount Lemmon      | Mount Lemmon Survey   | —         | MPC                           |
| 349149     | 2007 NY1   | 13 jul 2007 | La Sagra          | Mallorca Obs.         | —         | MPC                           |
| 349150     | 2007 NY5   | 10 jul 2007 | Siding Spring     | SSS                   | —         | MPC                           |
| 349151     | 2007 NH6   | 10 jul 2007 | Siding Spring     | SSS                   | —         | MPC                           |
| 349152     | 2007 OM2   | 19 jul 2007 | Tiki              | S. F. Hönig, N. Teamo | —         | MPC                           |
| 349153     | 2007 OS2   | 20 jul 2007 | Tiki              | S. F. Hönig, N. Teamo | Phocaea   | MPC                           |
| 349154     | 2007 OF6   | 22 jul 2007 | Lulin Observatory | LUSS                  | —         | MPC                           |
| 349155     | 2007 PS5   | 6 ago 2007  | Lulin             | LUSS                  | —         | MPC                           |
| 349156     | 2007 PV9   | 9 ago 2007  | Socorro           | LINEAR                | —         | MPC                           |
| 349157     | 2007 PJ12  | 5 ago 2007  | Socorro           | LINEAR                | —         | MPC                           |
| 349158     | 2007 PS16  | 8 ago 2007  | Socorro           | LINEAR                | —         | MPC                           |
| 349159     | 2007 PA28  | 14 ago 2007 | Tiki              | S. F. Hönig, N. Teamo | —         | MPC                           |
| 349160     | 2007 PB29  | 15 ago 2007 | Hibiscus          | S. F. Hönig, N. Teamo | —         | MPC                           |
| 349161     | 2007 PN37  | 13 ago 2007 | Socorro           | LINEAR                | —         | MPC                           |
| 349162     | 2007 PX37  | 13 ago 2007 | Socorro           | LINEAR                | Phocaea   | MPC                           |
| 349163     | 2007 PA40  | 15 ago 2007 | Siding Spring     | SSS                   | —         | MPC                           |
| 349164     | 2007 PL40  | 13 ago 2007 | Socorro           | LINEAR                | —         | MPC                           |
| 349165     | 2007 PT44  | 8 ago 2007  | Socorro           | LINEAR                | —         | MPC                           |
| 349166     | 2007 PP50  | 10 ago 2007 | Kitt Peak         | Spacewatch            | —         | MPC                           |
| 349167     | 2007 QB6   | 18 set 2003 | Kitt Peak         | Spacewatch            | —         | MPC                           |
| 349168     | 2007 QW12  | 23 ago 2007 | Kitt Peak         | Spacewatch            | —         | MPC                           |
| 349169     | 2007 QY16  | 16 ago 2007 | Socorro           | LINEAR                | —         | MPC                           |
| 349170     | 2007 RT7   | 5 set 2007  | Majorca           | Mallorca Obs.         | —         | MPC                           |
| 349171     | 2007 RG8   | 5 set 2007  | Marly             | P. Kocher             | —         | MPC                           |
| 349172     | 2007 RX22  | 3 set 2007  | Catalina          | CSS                   | —         | MPC                           |
| 349173     | 2007 RT38  | 12 ago 2007 | Socorro           | LINEAR                | Phocaea   | MPC                           |
| 349174     | 2007 RV56  | 9 set 2007  | Kitt Peak         | Spacewatch            | —         | MPC                           |
| 349175     | 2007 RB57  | 9 set 2007  | Kitt Peak         | Spacewatch            | —         | MPC                           |
| 349176     | 2007 RD67  | 27 set 2003 | Kitt Peak         | Spacewatch            | —         | MPC                           |
| 349177     | 2007 RU71  | 10 set 2007 | Kitt Peak         | Spacewatch            | —         | MPC                           |
| 349178     | 2007 RX74  | 10 set 2007 | Mount Lemmon      | Mount Lemmon Survey   | —         | MPC                           |
| 349179     | 2007 RG94  | 10 set 2007 | Kitt Peak         | Spacewatch            | —         | MPC                           |
| 349180     | 2007 RA103 | 11 set 2007 | Catalina          | CSS                   | —         | MPC                           |
| 349181     | 2007 RY105 | 11 set 2007 | Catalina          | CSS                   | —         | MPC                           |
| 349182     | 2007 RT112 | 11 set 2007 | Kitt Peak         | Spacewatch            | —         | MPC                           |
| 349183     | 2007 RX112 | 26 set 1995 | Kitt Peak         | Spacewatch            | —         | MPC                           |
| 349184     | 2007 RR125 | 12 set 2007 | Catalina          | CSS                   | —         | MPC                           |
| 349185     | 2007 RN130 | 12 set 2007 | Mount Lemmon      | Mount Lemmon Survey   | —         | MPC                           |
| 349186     | 2007 RX141 | 13 set 2007 | Socorro           | LINEAR                | —         | MPC                           |
| 349187     | 2007 RQ147 | 11 set 2007 | Purple Mountain   | PMO NEO               | Eos       | MPC                           |
| 349188     | 2007 RV149 | 12 set 2007 | Catalina          | CSS                   | —         | MPC                           |
| 349189     | 2007 RQ157 | 11 set 2007 | Purple Mountain   | PMO NEO               | —         | MPC                           |
| 349190     | 2007 RC167 | 10 set 2007 | Kitt Peak         | Spacewatch            | —         | MPC                           |
| 349191     | 2007 RD172 | 10 set 2007 | Kitt Peak         | Spacewatch            | —         | MPC                           |
| 349192     | 2007 RL174 | 10 set 2007 | Kitt Peak         | Spacewatch            | —         | MPC                           |
| 349193     | 2007 RE178 | 10 set 2007 | Kitt Peak         | Spacewatch            | —         | MPC                           |
| 349194     | 2007 RJ181 | 11 set 2007 | Mount Lemmon      | Mount Lemmon Survey   | —         | MPC                           |
| 349195     | 2007 RF189 | 10 set 2007 | Kitt Peak         | Spacewatch            | Themis    | MPC                           |
| 349196     | 2007 RR204 | 9 set 2007  | Kitt Peak         | Spacewatch            | —         | MPC                           |
| 349197     | 2007 RH210 | 10 set 2007 | Kitt Peak         | Spacewatch            | —         | MPC                           |
| 349198     | 2007 RJ211 | 11 set 2007 | Catalina          | CSS                   | —         | MPC                           |
| 349199     | 2007 RC228 | 10 set 2007 | Mount Lemmon      | Mount Lemmon Survey   | —         | MPC                           |
| 349200     | 2007 RT232 | 5 set 2007  | Anderson Mesa     | LONEOS                | —         | MPC                           |

## 349201–349300
| Designação | Designação | Descoberta  | Descoberta           | Descobridor(es)     | Categoria | Mais informações / Referência |
| Permanente | Provisória | Data        | Local                | Descobridor(es)     | Categoria | Mais informações / Referência |
| ---------- | ---------- | ----------- | -------------------- | ------------------- | --------- | ----------------------------- |
| 349201     | 2007 RZ239 | 14 set 2007 | Catalina             | CSS                 | —         | MPC                           |
| 349202     | 2007 RZ245 | 12 set 2007 | Catalina             | CSS                 | —         | MPC                           |
| 349203     | 2007 RQ247 | 13 set 2007 | Catalina             | CSS                 | —         | MPC                           |
| 349204     | 2007 RA256 | 14 set 2007 | Catalina             | CSS                 | —         | MPC                           |
| 349205     | 2007 RU257 | 14 set 2007 | Kitt Peak            | Spacewatch          | —         | MPC                           |
| 349206     | 2007 RZ269 | 15 set 2007 | Kitt Peak            | Spacewatch          | —         | MPC                           |
| 349207     | 2007 RM273 | 15 set 2007 | Kitt Peak            | Spacewatch          | —         | MPC                           |
| 349208     | 2007 RY278 | 5 set 2007  | Siding Spring        | SSS                 | —         | MPC                           |
| 349209     | 2007 RK281 | 13 set 2007 | Catalina             | CSS                 | —         | MPC                           |
| 349210     | 2007 RP288 | 13 set 2007 | Catalina             | CSS                 | —         | MPC                           |
| 349211     | 2007 RF294 | 13 set 2007 | Kitt Peak            | Spacewatch          | —         | MPC                           |
| 349212     | 2007 RF302 | 14 set 2007 | Mount Lemmon         | Mount Lemmon Survey | —         | MPC                           |
| 349213     | 2007 RB303 | 10 set 2007 | Mount Lemmon         | Mount Lemmon Survey | —         | MPC                           |
| 349214     | 2007 RE308 | 11 set 2007 | Kitt Peak            | Spacewatch          | —         | MPC                           |
| 349215     | 2007 RG312 | 12 set 2007 | Catalina             | CSS                 | —         | MPC                           |
| 349216     | 2007 RO312 | 13 set 2007 | Catalina             | CSS                 | —         | MPC                           |
| 349217     | 2007 RD314 | 10 mai 2002 | Palomar              | NEAT                | —         | MPC                           |
| 349218     | 2007 RX315 | 13 set 2007 | Anderson Mesa        | LONEOS              | —         | MPC                           |
| 349219     | 2007 SV11  | 27 set 2007 | Mount Lemmon         | Mount Lemmon Survey | —         | MPC                           |
| 349220     | 2007 SD13  | 19 set 2007 | Kitt Peak            | Spacewatch          | Ursula    | MPC                           |
| 349221     | 2007 SO16  | 30 set 2007 | Kitt Peak            | Spacewatch          | —         | MPC                           |
| 349222     | 2007 TW4   | 2 out 2007  | Antares              | ARO                 | —         | MPC                           |
| 349223     | 2007 TB8   | 18 nov 2003 | Kitt Peak            | Spacewatch          | —         | MPC                           |
| 349224     | 2007 TD10  | 12 set 2007 | Mount Lemmon         | Mount Lemmon Survey | —         | MPC                           |
| 349225     | 2007 TL14  | 7 out 2007  | Altschwendt          | W. Ries             | —         | MPC                           |
| 349226     | 2007 TK22  | 8 out 2007  | Kitt Peak            | Spacewatch          | —         | MPC                           |
| 349227     | 2007 TW25  | 4 out 2007  | Kitt Peak            | Spacewatch          | —         | MPC                           |
| 349228     | 2007 TC28  | 4 out 2007  | Kitt Peak            | Spacewatch          | —         | MPC                           |
| 349229     | 2007 TH31  | 4 out 2007  | Kitt Peak            | Spacewatch          | —         | MPC                           |
| 349230     | 2007 TU31  | 5 out 2007  | Siding Spring        | SSS                 | Phocaea   | MPC                           |
| 349231     | 2007 TB34  | 6 out 2007  | Kitt Peak            | Spacewatch          | —         | MPC                           |
| 349232     | 2007 TY34  | 6 out 2007  | Kitt Peak            | Spacewatch          | —         | MPC                           |
| 349233     | 2007 TL43  | 7 out 2007  | Mount Lemmon         | Mount Lemmon Survey | —         | MPC                           |
| 349234     | 2007 TY44  | 7 out 2007  | Catalina             | CSS                 | —         | MPC                           |
| 349235     | 2007 TC48  | 4 out 2007  | Kitt Peak            | Spacewatch          | —         | MPC                           |
| 349236     | 2007 TN48  | 4 out 2007  | Kitt Peak            | Spacewatch          | —         | MPC                           |
| 349237     | 2007 TH69  | 13 out 2007 | Vallemare di Borbona | V. S. Casulli       | —         | MPC                           |
| 349238     | 2007 TE77  | 5 out 2007  | Kitt Peak            | Spacewatch          | Ursula    | MPC                           |
| 349239     | 2007 TX83  | 8 out 2007  | Catalina             | CSS                 | —         | MPC                           |
| 349240     | 2007 TV86  | 8 out 2007  | Mount Lemmon         | Mount Lemmon Survey | —         | MPC                           |
| 349241     | 2007 TQ87  | 8 out 2007  | Mount Lemmon         | Mount Lemmon Survey | —         | MPC                           |
| 349242     | 2007 TE92  | 4 out 2007  | Purple Mountain      | PMO NEO             | —         | MPC                           |
| 349243     | 2007 TB105 | 13 mar 2005 | Kitt Peak            | Spacewatch          | —         | MPC                           |
| 349244     | 2007 TV109 | 7 out 2007  | Catalina             | CSS                 | —         | MPC                           |
| 349245     | 2007 TW111 | 8 out 2007  | Catalina             | CSS                 | —         | MPC                           |
| 349246     | 2007 TA113 | 8 out 2007  | Catalina             | CSS                 | —         | MPC                           |
| 349247     | 2007 TH113 | 8 out 2007  | Anderson Mesa        | LONEOS              | —         | MPC                           |
| 349248     | 2007 TF120 | 8 out 2007  | Anderson Mesa        | LONEOS              | —         | MPC                           |
| 349249     | 2007 TE121 | 5 out 2007  | Kitt Peak            | Spacewatch          | —         | MPC                           |
| 349250     | 2007 TT122 | 6 out 2007  | Kitt Peak            | Spacewatch          | —         | MPC                           |
| 349251     | 2007 TT127 | 6 out 2007  | Kitt Peak            | Spacewatch          | —         | MPC                           |
| 349252     | 2007 TJ130 | 6 out 2007  | Kitt Peak            | Spacewatch          | —         | MPC                           |
| 349253     | 2007 TX130 | 7 out 2007  | Kitt Peak            | Spacewatch          | —         | MPC                           |
| 349254     | 2007 TY138 | 9 out 2007  | Catalina             | CSS                 | —         | MPC                           |
| 349255     | 2007 TK151 | 9 out 2007  | Socorro              | LINEAR              | —         | MPC                           |
| 349256     | 2007 TJ152 | 9 out 2007  | Socorro              | LINEAR              | —         | MPC                           |
| 349257     | 2007 TY152 | 9 out 2007  | Socorro              | LINEAR              | —         | MPC                           |
| 349258     | 2007 TB153 | 9 out 2007  | Socorro              | LINEAR              | —         | MPC                           |
| 349259     | 2007 TH168 | 12 out 2007 | Socorro              | LINEAR              | —         | MPC                           |
| 349260     | 2007 TS175 | 4 out 2007  | Kitt Peak            | Spacewatch          | —         | MPC                           |
| 349261     | 2007 TG180 | 8 out 2007  | Kitt Peak            | Spacewatch          | —         | MPC                           |
| 349262     | 2007 TD184 | 9 out 2007  | Purple Mountain      | PMO NEO             | —         | MPC                           |
| 349263     | 2007 TD188 | 14 out 2007 | Goodricke-Pigott     | R. A. Tucker        | —         | MPC                           |
| 349264     | 2007 TW191 | 4 out 2007  | Catalina             | CSS                 | Eos       | MPC                           |
| 349265     | 2007 TN200 | 8 out 2007  | Mount Lemmon         | Mount Lemmon Survey | —         | MPC                           |
| 349266     | 2007 TF202 | 8 out 2007  | Mount Lemmon         | Mount Lemmon Survey | —         | MPC                           |
| 349267     | 2007 TK208 | 10 out 2007 | Mount Lemmon         | Mount Lemmon Survey | —         | MPC                           |
| 349268     | 2007 TS211 | 7 out 2007  | Kitt Peak            | Spacewatch          | Eos       | MPC                           |
| 349269     | 2007 TN219 | 11 set 2007 | Mount Lemmon         | Mount Lemmon Survey | —         | MPC                           |
| 349270     | 2007 TS227 | 8 out 2007  | Kitt Peak            | Spacewatch          | —         | MPC                           |
| 349271     | 2007 TU233 | 8 out 2007  | Kitt Peak            | Spacewatch          | —         | MPC                           |
| 349272     | 2007 TJ266 | 12 out 2007 | Kitt Peak            | Spacewatch          | —         | MPC                           |
| 349273     | 2007 TH268 | 9 out 2007  | Kitt Peak            | Spacewatch          | —         | MPC                           |
| 349274     | 2007 TY289 | 12 out 2007 | Catalina             | CSS                 | —         | MPC                           |
| 349275     | 2007 TY293 | 14 set 2007 | Mount Lemmon         | Mount Lemmon Survey | —         | MPC                           |
| 349276     | 2007 TB311 | 11 out 2007 | Kitt Peak            | Spacewatch          | —         | MPC                           |
| 349277     | 2007 TH319 | 12 out 2007 | Kitt Peak            | Spacewatch          | —         | MPC                           |
| 349278     | 2007 TF324 | 25 set 2007 | Mount Lemmon         | Mount Lemmon Survey | —         | MPC                           |
| 349279     | 2007 TK331 | 11 out 2007 | Kitt Peak            | Spacewatch          | —         | MPC                           |
| 349280     | 2007 TJ335 | 18 set 2007 | Mount Lemmon         | Mount Lemmon Survey | —         | MPC                           |
| 349281     | 2007 TV338 | 15 out 2007 | Kitt Peak            | Spacewatch          | —         | MPC                           |
| 349282     | 2007 TK358 | 9 set 2007  | Kitt Peak            | Spacewatch          | —         | MPC                           |
| 349283     | 2007 TF359 | 14 out 2007 | Mount Lemmon         | Mount Lemmon Survey | —         | MPC                           |
| 349284     | 2007 TN365 | 10 set 2007 | Mount Lemmon         | Mount Lemmon Survey | —         | MPC                           |
| 349285     | 2007 TG366 | 9 out 2007  | Catalina             | CSS                 | Phocaea   | MPC                           |
| 349286     | 2007 TW371 | 9 mar 2005  | Mount Lemmon         | Mount Lemmon Survey | —         | MPC                           |
| 349287     | 2007 TX372 | 14 out 2007 | Mount Lemmon         | Mount Lemmon Survey | —         | MPC                           |
| 349288     | 2007 TP377 | 11 out 2007 | Kitt Peak            | Spacewatch          | —         | MPC                           |
| 349289     | 2007 TY381 | 14 out 2007 | Kitt Peak            | Spacewatch          | —         | MPC                           |
| 349290     | 2007 TA386 | 15 out 2007 | Catalina             | CSS                 | —         | MPC                           |
| 349291     | 2007 TV387 | 13 out 2007 | Kitt Peak            | Spacewatch          | —         | MPC                           |
| 349292     | 2007 TD408 | 10 set 2007 | Mount Lemmon         | Mount Lemmon Survey | Brangane  | MPC                           |
| 349293     | 2007 TN410 | 13 out 2007 | Anderson Mesa        | LONEOS              | —         | MPC                           |
| 349294     | 2007 TG425 | 8 out 2007  | Mount Lemmon         | Mount Lemmon Survey | —         | MPC                           |
| 349295     | 2007 TZ426 | 9 out 2007  | Kitt Peak            | Spacewatch          | Maria     | MPC                           |
| 349296     | 2007 TH433 | 9 out 2007  | Mount Lemmon         | Mount Lemmon Survey | —         | MPC                           |
| 349297     | 2007 TW447 | 14 out 2007 | Socorro              | LINEAR              | Phocaea   | MPC                           |
| 349298     | 2007 TX447 | 14 out 2007 | Goodricke-Pigott     | R. A. Tucker        | —         | MPC                           |
| 349299     | 2007 TE448 | 5 out 2007  | Kitt Peak            | Spacewatch          | —         | MPC                           |
| 349300     | 2007 TQ448 | 16 fev 2004 | Kitt Peak            | Spacewatch          | —         | MPC                           |

## 349301–349400
| Designação         | Designação | Descoberta  | Descoberta      | Descobridor(es)     | Categoria | Mais informações / Referência |
| Permanente         | Provisória | Data        | Local           | Descobridor(es)     | Categoria | Mais informações / Referência |
| ------------------ | ---------- | ----------- | --------------- | ------------------- | --------- | ----------------------------- |
| 349301             | 2007 TX451 | 12 out 2007 | Catalina        | CSS                 | —         | MPC                           |
| 349302             | 2007 UF9   | 17 out 2007 | Anderson Mesa   | LONEOS              | —         | MPC                           |
| 349303             | 2007 UB10  | 17 out 2007 | Anderson Mesa   | LONEOS              | —         | MPC                           |
| 349304             | 2007 UF18  | 17 out 2007 | Anderson Mesa   | LONEOS              | —         | MPC                           |
| 349305             | 2007 UN31  | 19 out 2007 | Catalina        | CSS                 | —         | MPC                           |
| 349306             | 2007 UA41  | 16 out 2007 | Kitt Peak       | Spacewatch          | Themis    | MPC                           |
| 349307             | 2007 UT42  | 16 out 2007 | Kitt Peak       | Spacewatch          | —         | MPC                           |
| 349308             | 2007 UU45  | 19 out 2007 | Kitt Peak       | Spacewatch          | —         | MPC                           |
| 349309             | 2007 UO51  | 20 out 2007 | Catalina        | CSS                 | —         | MPC                           |
| 349310             | 2007 UB54  | 30 out 2007 | Kitt Peak       | Spacewatch          | —         | MPC                           |
| 349311             | 2007 UW56  | 30 out 2007 | Mount Lemmon    | Mount Lemmon Survey | —         | MPC                           |
| 349312             | 2007 UU58  | 30 out 2007 | Mount Lemmon    | Mount Lemmon Survey | —         | MPC                           |
| 349313             | 2007 UL68  | 30 out 2007 | Kitt Peak       | Spacewatch          | —         | MPC                           |
| 349314             | 2007 UG81  | 30 out 2007 | Kitt Peak       | Spacewatch          | —         | MPC                           |
| 349315             | 2007 UP90  | 30 out 2007 | Mount Lemmon    | Mount Lemmon Survey | —         | MPC                           |
| 349316             | 2007 UQ93  | 31 out 2007 | Mount Lemmon    | Mount Lemmon Survey | —         | MPC                           |
| 349317             | 2007 UY100 | 30 out 2007 | Kitt Peak       | Spacewatch          | —         | MPC                           |
| 349318             | 2007 UV101 | 30 out 2007 | Kitt Peak       | Spacewatch          | —         | MPC                           |
| 349319             | 2007 UN103 | 30 out 2007 | Mount Lemmon    | Mount Lemmon Survey | —         | MPC                           |
| 349320             | 2007 UO104 | 30 out 2007 | Kitt Peak       | Spacewatch          | —         | MPC                           |
| 349321             | 2007 UJ109 | 30 out 2007 | Kitt Peak       | Spacewatch          | —         | MPC                           |
| 349322             | 2007 UQ110 | 30 out 2007 | Mount Lemmon    | Mount Lemmon Survey | —         | MPC                           |
| 349323             | 2007 UG123 | 31 out 2007 | Kitt Peak       | Spacewatch          | —         | MPC                           |
| 349324             | 2007 UQ129 | 30 out 2007 | Kitt Peak       | Spacewatch          | Maria     | MPC                           |
| 349325             | 2007 UW132 | 20 out 2007 | Mount Lemmon    | Mount Lemmon Survey | —         | MPC                           |
| 349326             | 2007 UT133 | 26 out 2007 | Mount Lemmon    | Mount Lemmon Survey | —         | MPC                           |
| 349327             | 2007 VJ    | 1 nov 2007  | Eskridge        | G. Hug              | —         | MPC                           |
| 349328             | 2007 VJ1   | 1 nov 2007  | Pla D'Arguines  | R. Ferrando         | —         | MPC                           |
| 349329             | 2007 VS5   | 4 nov 2007  | La Sagra        | Mallorca Obs.       | —         | MPC                           |
| 349330             | 2007 VK7   | 2 nov 2007  | Eskridge        | G. Hug              | —         | MPC                           |
| 349331             | 2007 VP11  | 20 out 2007 | Mount Lemmon    | Mount Lemmon Survey | —         | MPC                           |
| 349332             | 2007 VD28  | 2 nov 2007  | Kitt Peak       | Spacewatch          | —         | MPC                           |
| 349333             | 2007 VJ43  | 4 nov 2007  | Mount Lemmon    | Mount Lemmon Survey | —         | MPC                           |
| 349334             | 2007 VS45  | 1 nov 2007  | Kitt Peak       | Spacewatch          | —         | MPC                           |
| 349335             | 2007 VV49  | 1 nov 2007  | Kitt Peak       | Spacewatch          | —         | MPC                           |
| 349336             | 2007 VT56  | 1 nov 2007  | Kitt Peak       | Spacewatch          | Brangane  | MPC                           |
| 349337             | 2007 VZ56  | 1 nov 2007  | Kitt Peak       | Spacewatch          | —         | MPC                           |
| 349338             | 2007 VH59  | 1 nov 2007  | Kitt Peak       | Spacewatch          | —         | MPC                           |
| 349339             | 2007 VW76  | 3 nov 2007  | Kitt Peak       | Spacewatch          | —         | MPC                           |
| 349340             | 2007 VU80  | 4 nov 2007  | Kitt Peak       | Spacewatch          | —         | MPC                           |
| 349341             | 2007 VE82  | 5 out 2002  | Palomar         | NEAT                | —         | MPC                           |
| 349342             | 2007 VV87  | 2 nov 2007  | Socorro         | LINEAR              | —         | MPC                           |
| 349343             | 2007 VU93  | 19 out 2007 | Catalina        | CSS                 | —         | MPC                           |
| 349344             | 2007 VR95  | 8 nov 2007  | Socorro         | LINEAR              | Eos       | MPC                           |
| 349345             | 2007 VP101 | 8 mai 2005  | Mount Lemmon    | Mount Lemmon Survey | —         | MPC                           |
| 349346             | 2007 VG108 | 10 set 2007 | Mount Lemmon    | Mount Lemmon Survey | —         | MPC                           |
| 349347             | 2007 VQ108 | 3 nov 2007  | Kitt Peak       | Spacewatch          | Eos       | MPC                           |
| 349348             | 2007 VZ117 | 4 nov 2007  | Kitt Peak       | Spacewatch          | —         | MPC                           |
| 349349             | 2007 VG119 | 4 nov 2007  | Mount Lemmon    | Mount Lemmon Survey | —         | MPC                           |
| 349350             | 2007 VN119 | 5 nov 2007  | Kitt Peak       | Spacewatch          | Themis    | MPC                           |
| 349351             | 2007 VD124 | 5 nov 2007  | Kitt Peak       | Spacewatch          | —         | MPC                           |
| 349352             | 2007 VL124 | 5 nov 2007  | Mount Lemmon    | Mount Lemmon Survey | Brangane  | MPC                           |
| 349353             | 2007 VP128 | 1 nov 2007  | Mount Lemmon    | Mount Lemmon Survey | —         | MPC                           |
| 349354             | 2007 VS136 | 4 nov 2007  | Mount Lemmon    | Mount Lemmon Survey | —         | MPC                           |
| 349355             | 2007 VM145 | 4 nov 2007  | Kitt Peak       | Spacewatch          | Maria     | MPC                           |
| 349356             | 2007 VJ146 | 4 nov 2007  | Kitt Peak       | Spacewatch          | —         | MPC                           |
| 349357             | 2007 VC170 | 5 nov 2007  | Purple Mountain | PMO NEO             | Brangane  | MPC                           |
| 349358             | 2007 VV183 | 8 nov 2007  | Mount Lemmon    | Mount Lemmon Survey | —         | MPC                           |
| 349359             | 2007 VK190 | 14 nov 2007 | Bisei SG Center | BATTeRS             | —         | MPC                           |
| 349360             | 2007 VL190 | 31 out 2007 | Kitt Peak       | Spacewatch          | —         | MPC                           |
| 349361             | 2007 VQ191 | 4 nov 2007  | Mount Lemmon    | Mount Lemmon Survey | —         | MPC                           |
| 349362             | 2007 VC197 | 15 out 2007 | Mount Lemmon    | Mount Lemmon Survey | —         | MPC                           |
| 349363             | 2007 VW206 | 9 nov 2007  | Catalina        | CSS                 | —         | MPC                           |
| 349364             | 2007 VM209 | 7 nov 2007  | Kitt Peak       | Spacewatch          | —         | MPC                           |
| 349365             | 2007 VT223 | 7 nov 2007  | Catalina        | CSS                 | —         | MPC                           |
| 349366             | 2007 VB227 | 11 nov 2007 | Purple Mountain | PMO NEO             | —         | MPC                           |
| 349367             | 2007 VL235 | 9 nov 2007  | Kitt Peak       | Spacewatch          | —         | MPC                           |
| 349368             | 2007 VS244 | 12 nov 2007 | Marly           | P. Kocher           | —         | MPC                           |
| 349369             | 2007 VE272 | 11 nov 2007 | Mount Lemmon    | Mount Lemmon Survey | —         | MPC                           |
| 349370             | 2007 VW274 | 13 nov 2007 | Mount Lemmon    | Mount Lemmon Survey | —         | MPC                           |
| 349371             | 2007 VQ283 | 14 nov 2007 | Kitt Peak       | Spacewatch          | —         | MPC                           |
| 349372             | 2007 VL301 | 15 nov 2007 | Catalina        | CSS                 | —         | MPC                           |
| 349373             | 2007 VW303 | 4 nov 2007  | Catalina        | CSS                 | —         | MPC                           |
| 349374             | 2007 VV309 | 3 nov 2007  | Mount Lemmon    | Mount Lemmon Survey | Brangane  | MPC                           |
| 349375             | 2007 VY309 | 4 nov 2007  | Mount Lemmon    | Mount Lemmon Survey | —         | MPC                           |
| 349376             | 2007 VL310 | 7 nov 2007  | Mount Lemmon    | Mount Lemmon Survey | —         | MPC                           |
| 349377             | 2007 VC323 | 2 nov 2007  | Socorro         | LINEAR              | —         | MPC                           |
| 349378             | 2007 VG326 | 3 nov 2007  | Kitt Peak       | Spacewatch          | —         | MPC                           |
| 349379             | 2007 WR3   | 17 nov 2007 | Costitx         | Mallorca Obs.       | —         | MPC                           |
| 349380             | 2007 WX5   | 17 nov 2007 | Socorro         | LINEAR              | —         | MPC                           |
| 349381             | 2007 WX9   | 17 nov 2007 | Mount Lemmon    | Mount Lemmon Survey | —         | MPC                           |
| 349382             | 2007 WZ33  | 4 nov 2007  | Kitt Peak       | Spacewatch          | —         | MPC                           |
| 349383             | 2007 WN39  | 12 out 2007 | Mount Lemmon    | Mount Lemmon Survey | —         | MPC                           |
| 349384             | 2007 WF51  | 20 nov 2007 | Mount Lemmon    | Mount Lemmon Survey | —         | MPC                           |
| 349385             | 2007 WU55  | 29 nov 2007 | Lulin           | LUSS                | Phocaea   | MPC                           |
| 349386 Randywright | 2007 WA56  | 30 nov 2007 | Charleston      | R. Holmes           | —         | MPC                           |
| 349387             | 2007 WR61  | 16 nov 2007 | Socorro         | LINEAR              | —         | MPC                           |
| 349388             | 2007 WC62  | 17 nov 2007 | Mount Lemmon    | Mount Lemmon Survey | —         | MPC                           |
| 349389             | 2007 XU2   | 3 dez 2007  | Kitt Peak       | Spacewatch          | Brangane  | MPC                           |
| 349390             | 2007 XT15  | 8 dez 2007  | La Sagra        | Mallorca Obs.       | —         | MPC                           |
| 349391             | 2007 XG18  | 12 dez 2007 | La Sagra        | Mallorca Obs.       | —         | MPC                           |
| 349392             | 2007 XQ28  | 19 abr 2004 | Kitt Peak       | Spacewatch          | —         | MPC                           |
| 349393             | 2007 XR39  | 31 dez 2002 | Socorro         | LINEAR              | —         | MPC                           |
| 349394             | 2007 XN40  | 13 dez 2007 | Socorro         | LINEAR              | —         | MPC                           |
| 349395             | 2007 XX40  | 2 nov 2007  | Kitt Peak       | Spacewatch          | —         | MPC                           |
| 349396             | 2007 XW46  | 4 dez 2007  | Mount Lemmon    | Mount Lemmon Survey | —         | MPC                           |
| 349397             | 2007 XM52  | 6 dez 2007  | Mount Lemmon    | Mount Lemmon Survey | —         | MPC                           |
| 349398             | 2007 XZ54  | 4 dez 2007  | Mount Lemmon    | Mount Lemmon Survey | —         | MPC                           |
| 349399             | 2007 XD56  | 2 dez 2007  | Socorro         | LINEAR              | —         | MPC                           |
| 349400             | 2007 YK3   | 17 dez 2007 | Piszkéstető     | K. Sárneczky        | —         | MPC                           |

## 349401–349500
| Designação | Designação | Descoberta  | Descoberta        | Descobridor(es)     | Categoria | Mais informações / Referência |
| Permanente | Provisória | Data        | Local             | Descobridor(es)     | Categoria | Mais informações / Referência |
| ---------- | ---------- | ----------- | ----------------- | ------------------- | --------- | ----------------------------- |
| 349401     | 2007 YK11  | 17 dez 2007 | Mount Lemmon      | Mount Lemmon Survey | —         | MPC                           |
| 349402     | 2007 YL12  | 17 dez 2007 | Mount Lemmon      | Mount Lemmon Survey | —         | MPC                           |
| 349403     | 2007 YP13  | 17 dez 2007 | Mount Lemmon      | Mount Lemmon Survey | —         | MPC                           |
| 349404     | 2007 YR13  | 17 dez 2007 | Mount Lemmon      | Mount Lemmon Survey | —         | MPC                           |
| 349405     | 2007 YF26  | 18 dez 2007 | Mount Lemmon      | Mount Lemmon Survey | —         | MPC                           |
| 349406     | 2007 YU27  | 18 dez 2007 | Kitt Peak         | Spacewatch          | Brangane  | MPC                           |
| 349407     | 2007 YY29  | 29 dez 2007 | Suno              | Suno Obs.           | —         | MPC                           |
| 349408     | 2007 YQ32  | 28 dez 2007 | Kitt Peak         | Spacewatch          | —         | MPC                           |
| 349409     | 2007 YS41  | 30 dez 2007 | Kitt Peak         | Spacewatch          | —         | MPC                           |
| 349410     | 2007 YD42  | 30 dez 2007 | Kitt Peak         | Spacewatch          | —         | MPC                           |
| 349411     | 2007 YT48  | 28 dez 2007 | Kitt Peak         | Spacewatch          | —         | MPC                           |
| 349412     | 2007 YC49  | 28 dez 2007 | Kitt Peak         | Spacewatch          | —         | MPC                           |
| 349413     | 2007 YT54  | 31 dez 2007 | Catalina          | CSS                 | —         | MPC                           |
| 349414     | 2007 YA66  | 30 dez 2007 | Catalina          | CSS                 | —         | MPC                           |
| 349415     | 2007 YH68  | 30 dez 2007 | Kitt Peak         | Spacewatch          | —         | MPC                           |
| 349416     | 2008 AL5   | 4 nov 2007  | Kitt Peak         | Spacewatch          | —         | MPC                           |
| 349417     | 2008 AF7   | 10 jan 2008 | Mount Lemmon      | Mount Lemmon Survey | —         | MPC                           |
| 349418     | 2008 AB10  | 10 jan 2008 | Mount Lemmon      | Mount Lemmon Survey | Brangane  | MPC                           |
| 349419     | 2008 AO19  | 10 jan 2008 | Mount Lemmon      | Mount Lemmon Survey | —         | MPC                           |
| 349420     | 2008 AX19  | 10 jan 2008 | Catalina          | CSS                 | —         | MPC                           |
| 349421     | 2008 AJ22  | 10 jan 2008 | Mount Lemmon      | Mount Lemmon Survey | Ursula    | MPC                           |
| 349422     | 2008 AG29  | 5 jan 2008  | Purple Mountain   | PMO NEO             | —         | MPC                           |
| 349423     | 2008 AK37  | 10 jan 2008 | Kitt Peak         | Spacewatch          | —         | MPC                           |
| 349424     | 2008 AE42  | 10 jan 2008 | Catalina          | CSS                 | —         | MPC                           |
| 349425     | 2008 AD46  | 5 nov 2007  | Kitt Peak         | Spacewatch          | —         | MPC                           |
| 349426     | 2008 AJ46  | 11 jan 2008 | Kitt Peak         | Spacewatch          | —         | MPC                           |
| 349427     | 2008 AJ57  | 11 jan 2008 | Kitt Peak         | Spacewatch          | —         | MPC                           |
| 349428     | 2008 AZ67  | 11 jan 2008 | Kitt Peak         | Spacewatch          | —         | MPC                           |
| 349429     | 2008 AO69  | 11 jan 2008 | Kitt Peak         | Spacewatch          | —         | MPC                           |
| 349430     | 2008 AT84  | 10 jan 2008 | Catalina          | CSS                 | —         | MPC                           |
| 349431     | 2008 AN85  | 13 jan 2008 | Kitt Peak         | Spacewatch          | —         | MPC                           |
| 349432     | 2008 AV109 | 15 jan 2008 | Kitt Peak         | Spacewatch          | —         | MPC                           |
| 349433     | 2008 AW109 | 15 jan 2008 | Kitt Peak         | Spacewatch          | —         | MPC                           |
| 349434     | 2008 AL134 | 1 jan 2008  | Mount Lemmon      | Mount Lemmon Survey | Brangane  | MPC                           |
| 349435     | 2008 AJ135 | 25 mar 2003 | Palomar           | NEAT                | —         | MPC                           |
| 349436     | 2008 AL135 | 11 jan 2008 | Catalina          | CSS                 | —         | MPC                           |
| 349437     | 2008 BP    | 16 out 2006 | Catalina          | CSS                 | —         | MPC                           |
| 349438     | 2008 BA1   | 16 jan 2008 | Mount Lemmon      | Mount Lemmon Survey | —         | MPC                           |
| 349439     | 2008 BF1   | 16 jan 2008 | Mount Lemmon      | Mount Lemmon Survey | —         | MPC                           |
| 349440     | 2008 BQ2   | 19 jan 2008 | Mount Lemmon      | Mount Lemmon Survey | —         | MPC                           |
| 349441     | 2008 BB4   | 16 jan 2008 | Kitt Peak         | Spacewatch          | —         | MPC                           |
| 349442     | 2008 BK22  | 31 jan 2008 | Mount Lemmon      | Mount Lemmon Survey | Ursula    | MPC                           |
| 349443     | 2008 BT36  | 30 jan 2008 | Catalina          | CSS                 | —         | MPC                           |
| 349444     | 2008 BM39  | 30 jan 2008 | Catalina          | CSS                 | —         | MPC                           |
| 349445     | 2008 BH50  | 30 dez 2007 | Kitt Peak         | Spacewatch          | —         | MPC                           |
| 349446     | 2008 CA2   | 1 fev 2008  | La Sagra          | Mallorca Obs.       | —         | MPC                           |
| 349447     | 2008 CM8   | 2 fev 2008  | Catalina          | CSS                 | —         | MPC                           |
| 349448     | 2008 CJ54  | 11 jan 2008 | Lulin             | Lulin Obs.          | —         | MPC                           |
| 349449     | 2008 CS59  | 7 fev 2008  | Mount Lemmon      | Mount Lemmon Survey | —         | MPC                           |
| 349450     | 2008 CF69  | 8 fev 2008  | Bergisch Gladbach | W. Bickel           | Brangane  | MPC                           |
| 349451     | 2008 CH69  | 8 fev 2008  | Mayhill           | W. G. Dillon        | —         | MPC                           |
| 349452     | 2008 CK71  | 6 fev 2008  | Catalina          | CSS                 | —         | MPC                           |
| 349453     | 2008 CD76  | 3 fev 2008  | Kitt Peak         | Spacewatch          | —         | MPC                           |
| 349454     | 2008 CK79  | 7 fev 2008  | Kitt Peak         | Spacewatch          | —         | MPC                           |
| 349455     | 2008 CL85  | 7 fev 2008  | Kitt Peak         | Spacewatch          | —         | MPC                           |
| 349456     | 2008 CZ93  | 8 fev 2008  | Mount Lemmon      | Mount Lemmon Survey | Ursula    | MPC                           |
| 349457     | 2008 CT114 | 31 ago 2005 | Kitt Peak         | Spacewatch          | —         | MPC                           |
| 349458     | 2008 CP117 | 11 fev 2008 | Dauban            | F. Kugel            | —         | MPC                           |
| 349459     | 2008 CH118 | 11 fev 2008 | Costitx           | Mallorca Obs.       | —         | MPC                           |
| 349460     | 2008 CH128 | 8 fev 2008  | Kitt Peak         | Spacewatch          | —         | MPC                           |
| 349461     | 2008 CQ134 | 8 fev 2008  | Mount Lemmon      | Mount Lemmon Survey | —         | MPC                           |
| 349462     | 2008 CS136 | 8 fev 2008  | Mount Lemmon      | Mount Lemmon Survey | —         | MPC                           |
| 349463     | 2008 CB137 | 8 fev 2008  | Mount Lemmon      | Mount Lemmon Survey | —         | MPC                           |
| 349464     | 2008 CN137 | 8 fev 2008  | Kitt Peak         | Spacewatch          | —         | MPC                           |
| 349465     | 2008 CT149 | 9 fev 2008  | Kitt Peak         | Spacewatch          | —         | MPC                           |
| 349466     | 2008 CO163 | 10 fev 2008 | Catalina          | CSS                 | —         | MPC                           |
| 349467     | 2008 CE168 | 11 fev 2008 | Mount Lemmon      | Mount Lemmon Survey | Eos       | MPC                           |
| 349468     | 2008 CV175 | 6 fev 2008  | Socorro           | LINEAR              | —         | MPC                           |
| 349469     | 2008 CW175 | 6 fev 2008  | Socorro           | LINEAR              | —         | MPC                           |
| 349470     | 2008 CT181 | 9 fev 2008  | Siding Spring     | SSS                 | —         | MPC                           |
| 349471     | 2008 CP188 | 10 fev 2008 | Catalina          | CSS                 | —         | MPC                           |
| 349472     | 2008 CD212 | 6 jul 2005  | Kitt Peak         | Spacewatch          | —         | MPC                           |
| 349473     | 2008 CF214 | 11 fev 2008 | Socorro           | LINEAR              | —         | MPC                           |
| 349474     | 2008 DE3   | 11 jan 2008 | Kitt Peak         | Spacewatch          | Brangane  | MPC                           |
| 349475     | 2008 DA9   | 25 fev 2008 | Kitt Peak         | Spacewatch          | —         | MPC                           |
| 349476     | 2008 DX23  | 26 fev 2008 | Mount Lemmon      | Mount Lemmon Survey | —         | MPC                           |
| 349477     | 2008 DA24  | 26 fev 2008 | Kitt Peak         | Spacewatch          | —         | MPC                           |
| 349478     | 2008 DK25  | 28 fev 2008 | Mount Lemmon      | Mount Lemmon Survey | —         | MPC                           |
| 349479     | 2008 DW42  | 28 fev 2008 | Kitt Peak         | Spacewatch          | —         | MPC                           |
| 349480     | 2008 DS72  | 26 fev 2008 | Mount Lemmon      | Mount Lemmon Survey | —         | MPC                           |
| 349481     | 2008 DO73  | 27 fev 2008 | Mount Lemmon      | Mount Lemmon Survey | —         | MPC                           |
| 349482     | 2008 DV73  | 27 fev 2008 | Mount Lemmon      | Mount Lemmon Survey | —         | MPC                           |
| 349483     | 2008 DC88  | 18 fev 2008 | Mount Lemmon      | Mount Lemmon Survey | —         | MPC                           |
| 349484     | 2008 EW9   | 1 mar 2008  | Kitt Peak         | Spacewatch          | —         | MPC                           |
| 349485     | 2008 EQ92  | 3 mar 2008  | Catalina          | CSS                 | —         | MPC                           |
| 349486     | 2008 EW143 | 15 mar 2008 | Mount Lemmon      | Mount Lemmon Survey | —         | MPC                           |
| 349487     | 2008 EZ163 | 9 mar 2008  | Socorro           | LINEAR              | —         | MPC                           |
| 349488     | 2008 FV14  | 26 mar 2008 | Mount Lemmon      | Mount Lemmon Survey | —         | MPC                           |
| 349489     | 2008 FC131 | 29 mar 2008 | Mount Lemmon      | Mount Lemmon Survey | —         | MPC                           |
| 349490     | 2008 GG22  | 1 abr 2008  | Kitt Peak         | Spacewatch          | —         | MPC                           |
| 349491     | 2008 GB29  | 3 abr 2008  | Catalina          | CSS                 | —         | MPC                           |
| 349492     | 2008 GB30  | 3 abr 2008  | Catalina          | CSS                 | —         | MPC                           |
| 349493     | 2008 GN39  | 4 abr 2008  | Kitt Peak         | Spacewatch          | —         | MPC                           |
| 349494     | 2008 GK121 | 19 jan 2008 | Mount Lemmon      | Mount Lemmon Survey | —         | MPC                           |
| 349495     | 2008 JH35  | 3 mai 2008  | Siding Spring     | SSS                 | —         | MPC                           |
| 349496     | 2008 KZ34  | 27 mai 2008 | Kitt Peak         | Spacewatch          | —         | MPC                           |
| 349497     | 2008 NK    | 1 jul 2008  | Kitt Peak         | Spacewatch          | —         | MPC                           |
| 349498     | 2008 ND3   | 11 jul 2008 | La Sagra          | Mallorca Obs.       | —         | MPC                           |
| 349499     | 2008 OX5   | 29 jul 2008 | Vallemare Borbon  | V. S. Casulli       | —         | MPC                           |
| 349500     | 2008 OH8   | 29 jul 2008 | La Sagra          | Mallorca Obs.       | —         | MPC                           |

## 349501–349600
| Designação | Designação | Descoberta  | Descoberta   | Descobridor(es)       | Categoria | Mais informações / Referência |
| Permanente | Provisória | Data        | Local        | Descobridor(es)       | Categoria | Mais informações / Referência |
| ---------- | ---------- | ----------- | ------------ | --------------------- | --------- | ----------------------------- |
| 349501     | 2008 OT19  | 29 jul 2008 | Kitt Peak    | Spacewatch            | Mitidika  | MPC                           |
| 349502     | 2008 OR24  | 31 jul 2008 | Socorro      | LINEAR                | —         | MPC                           |
| 349503     | 2008 PW2   | 3 ago 2008  | Dauban       | F. Kugel              | —         | MPC                           |
| 349504     | 2008 PQ11  | 9 ago 2008  | Reedy Creek  | J. Broughton          | —         | MPC                           |
| 349505     | 2008 PE14  | 10 ago 2008 | La Sagra     | Mallorca Obs.         | —         | MPC                           |
| 349506     | 2008 PT17  | 11 ago 2008 | Dauban       | F. Kugel              | —         | MPC                           |
| 349507     | 2008 QY    | 21 ago 2008 | Kitt Peak    | Spacewatch            | —         | MPC                           |
| 349508     | 2008 QJ5   | 22 ago 2008 | Kitt Peak    | Spacewatch            | —         | MPC                           |
| 349509     | 2008 QR5   | 22 ago 2008 | Kitt Peak    | Spacewatch            | —         | MPC                           |
| 349510     | 2008 QP12  | 26 ago 2008 | La Sagra     | Mallorca Obs.         | —         | MPC                           |
| 349511     | 2008 QR12  | 26 ago 2008 | La Sagra     | Mallorca Obs.         | —         | MPC                           |
| 349512     | 2008 QM46  | 25 ago 2008 | Socorro      | LINEAR                | —         | MPC                           |
| 349513     | 2008 RS    | 2 set 2008  | Hibiscus     | S. F. Hönig, N. Teamo | —         | MPC                           |
| 349514     | 2008 RM8   | 3 set 2008  | Kitt Peak    | Spacewatch            | —         | MPC                           |
| 349515     | 2008 RE14  | 4 set 2008  | Kitt Peak    | Spacewatch            | —         | MPC                           |
| 349516     | 2008 RY14  | 4 set 2008  | Kitt Peak    | Spacewatch            | —         | MPC                           |
| 349517     | 2008 RM23  | 4 set 2008  | Socorro      | LINEAR                | —         | MPC                           |
| 349518     | 2008 RL30  | 2 set 2008  | Kitt Peak    | Spacewatch            | Mitidika  | MPC                           |
| 349519     | 2008 RW30  | 2 set 2008  | Kitt Peak    | Spacewatch            | —         | MPC                           |
| 349520     | 2008 RU40  | 2 set 2008  | Kitt Peak    | Spacewatch            | —         | MPC                           |
| 349521     | 2008 RA62  | 4 set 2008  | Kitt Peak    | Spacewatch            | —         | MPC                           |
| 349522     | 2008 RF68  | 4 set 2008  | Kitt Peak    | Spacewatch            | —         | MPC                           |
| 349523     | 2008 RY73  | 14 out 2001 | Kitt Peak    | Spacewatch            | —         | MPC                           |
| 349524     | 2008 RG74  | 6 set 2008  | Catalina     | CSS                   | —         | MPC                           |
| 349525     | 2008 RL95  | 7 set 2008  | Catalina     | CSS                   | —         | MPC                           |
| 349526     | 2008 RH96  | 7 set 2008  | Mount Lemmon | Mount Lemmon Survey   | —         | MPC                           |
| 349527     | 2008 RS113 | 6 set 2008  | Kitt Peak    | Spacewatch            | —         | MPC                           |
| 349528     | 2008 RN130 | 6 set 2008  | Mount Lemmon | Mount Lemmon Survey   | —         | MPC                           |
| 349529     | 2008 RX135 | 4 set 2008  | Kitt Peak    | Spacewatch            | —         | MPC                           |
| 349530     | 2008 RY138 | 6 set 2008  | Catalina     | CSS                   | —         | MPC                           |
| 349531     | 2008 SQ2   | 6 set 2008  | Catalina     | CSS                   | —         | MPC                           |
| 349532     | 2008 SF3   | 22 set 2008 | Socorro      | LINEAR                | —         | MPC                           |
| 349533     | 2008 SO5   | 22 set 2008 | Socorro      | LINEAR                | —         | MPC                           |
| 349534     | 2008 ST8   | 22 set 2008 | Socorro      | LINEAR                | —         | MPC                           |
| 349535     | 2008 SZ13  | 19 set 2008 | Kitt Peak    | Spacewatch            | —         | MPC                           |
| 349536     | 2008 ST18  | 19 set 2008 | Kitt Peak    | Spacewatch            | —         | MPC                           |
| 349537     | 2008 SG24  | 1 nov 2005  | Mount Lemmon | Mount Lemmon Survey   | —         | MPC                           |
| 349538     | 2008 SC27  | 19 set 2008 | Kitt Peak    | Spacewatch            | —         | MPC                           |
| 349539     | 2008 SM32  | 20 set 2008 | Kitt Peak    | Spacewatch            | —         | MPC                           |
| 349540     | 2008 SG41  | 20 set 2008 | Catalina     | CSS                   | —         | MPC                           |
| 349541     | 2008 SS52  | 20 set 2008 | Mount Lemmon | Mount Lemmon Survey   | —         | MPC                           |
| 349542     | 2008 SW53  | 20 set 2008 | Mount Lemmon | Mount Lemmon Survey   | Mitidika  | MPC                           |
| 349543     | 2008 SM67  | 21 set 2008 | Kitt Peak    | Spacewatch            | —         | MPC                           |
| 349544     | 2008 SM78  | 23 set 2008 | Mount Lemmon | Mount Lemmon Survey   | —         | MPC                           |
| 349545     | 2008 SX87  | 20 set 2008 | Kitt Peak    | Spacewatch            | —         | MPC                           |
| 349546     | 2008 SU98  | 21 set 2008 | Kitt Peak    | Spacewatch            | —         | MPC                           |
| 349547     | 2008 SO106 | 21 set 2008 | Kitt Peak    | Spacewatch            | —         | MPC                           |
| 349548     | 2008 SY110 | 22 set 2008 | Kitt Peak    | Spacewatch            | —         | MPC                           |
| 349549     | 2008 SE111 | 22 set 2008 | Kitt Peak    | Spacewatch            | Mitidika  | MPC                           |
| 349550     | 2008 ST120 | 22 set 2008 | Mount Lemmon | Mount Lemmon Survey   | —         | MPC                           |
| 349551     | 2008 SA122 | 22 set 2008 | Mount Lemmon | Mount Lemmon Survey   | Mitidika  | MPC                           |
| 349552     | 2008 SD126 | 22 set 2008 | Mount Lemmon | Mount Lemmon Survey   | —         | MPC                           |
| 349553     | 2008 SE128 | 22 set 2008 | Kitt Peak    | Spacewatch            | —         | MPC                           |
| 349554     | 2008 SU141 | 24 set 2008 | Catalina     | CSS                   | —         | MPC                           |
| 349555     | 2008 SX142 | 24 set 2008 | Mount Lemmon | Mount Lemmon Survey   | —         | MPC                           |
| 349556     | 2008 SL143 | 24 set 2008 | Mount Lemmon | Mount Lemmon Survey   | —         | MPC                           |
| 349557     | 2008 SJ145 | 26 set 2008 | Kitt Peak    | Spacewatch            | —         | MPC                           |
| 349558     | 2008 SB147 | 24 set 2008 | Catalina     | CSS                   | —         | MPC                           |
| 349559     | 2008 SX157 | 24 set 2008 | Socorro      | LINEAR                | —         | MPC                           |
| 349560     | 2008 SN158 | 24 set 2008 | Socorro      | LINEAR                | —         | MPC                           |
| 349561     | 2008 SS159 | 24 set 2008 | Socorro      | LINEAR                | —         | MPC                           |
| 349562     | 2008 SD163 | 28 set 2008 | Socorro      | LINEAR                | —         | MPC                           |
| 349563     | 2008 SY165 | 2 set 2008  | Kitt Peak    | Spacewatch            | Mitidika  | MPC                           |
| 349564     | 2008 SE172 | 21 set 2008 | Catalina     | CSS                   | —         | MPC                           |
| 349565     | 2008 SX175 | 23 set 2008 | Catalina     | CSS                   | —         | MPC                           |
| 349566     | 2008 SC182 | 24 set 2008 | Mount Lemmon | Mount Lemmon Survey   | —         | MPC                           |
| 349567     | 2008 SP184 | 24 set 2008 | Kitt Peak    | Spacewatch            | —         | MPC                           |
| 349568     | 2008 SQ185 | 12 mar 2007 | Kitt Peak    | Spacewatch            | —         | MPC                           |
| 349569     | 2008 SN199 | 26 set 2008 | Kitt Peak    | Spacewatch            | —         | MPC                           |
| 349570     | 2008 SP203 | 26 set 2008 | Kitt Peak    | Spacewatch            | —         | MPC                           |
| 349571     | 2008 SH235 | 28 set 2008 | Mount Lemmon | Mount Lemmon Survey   | Mitidika  | MPC                           |
| 349572     | 2008 SZ235 | 28 set 2008 | Mount Lemmon | Mount Lemmon Survey   | —         | MPC                           |
| 349573     | 2008 SR240 | 29 set 2008 | Kitt Peak    | Spacewatch            | —         | MPC                           |
| 349574     | 2008 SH241 | 29 set 2008 | Catalina     | CSS                   | —         | MPC                           |
| 349575     | 2008 SD243 | 29 set 2008 | Kitt Peak    | Spacewatch            | —         | MPC                           |
| 349576     | 2008 SR259 | 23 set 2008 | Mount Lemmon | Mount Lemmon Survey   | —         | MPC                           |
| 349577     | 2008 SJ263 | 24 set 2008 | Kitt Peak    | Spacewatch            | —         | MPC                           |
| 349578     | 2008 SC265 | 26 set 2008 | Kitt Peak    | Spacewatch            | —         | MPC                           |
| 349579     | 2008 SM268 | 26 set 2008 | Kitt Peak    | Spacewatch            | —         | MPC                           |
| 349580     | 2008 ST269 | 22 set 2008 | Mount Lemmon | Mount Lemmon Survey   | —         | MPC                           |
| 349581     | 2008 SO279 | 23 set 2008 | Kitt Peak    | Spacewatch            | Mitidika  | MPC                           |
| 349582     | 2008 SL280 | 22 set 2008 | Socorro      | LINEAR                | —         | MPC                           |
| 349583     | 2008 SD281 | 27 set 2008 | Mount Lemmon | Mount Lemmon Survey   | —         | MPC                           |
| 349584     | 2008 SO285 | 21 set 2008 | Mount Lemmon | Mount Lemmon Survey   | —         | MPC                           |
| 349585     | 2008 SU294 | 22 set 2008 | Catalina     | CSS                   | —         | MPC                           |
| 349586     | 2008 TQ5   | 1 out 2008  | La Sagra     | Mallorca Obs.         | —         | MPC                           |
| 349587     | 2008 TT7   | 3 out 2008  | La Sagra     | Mallorca Obs.         | —         | MPC                           |
| 349588     | 2008 TZ9   | 4 out 2008  | La Sagra     | Mallorca Obs.         | —         | MPC                           |
| 349589     | 2008 TW10  | 2 set 2008  | Kitt Peak    | Spacewatch            | —         | MPC                           |
| 349590     | 2008 TL18  | 1 out 2008  | Mount Lemmon | Mount Lemmon Survey   | Mitidika  | MPC                           |
| 349591     | 2008 TH26  | 23 set 2008 | Catalina     | CSS                   | —         | MPC                           |
| 349592     | 2008 TJ48  | 2 out 2008  | Kitt Peak    | Spacewatch            | Vesta     | MPC                           |
| 349593     | 2008 TG61  | 2 out 2008  | Kitt Peak    | Spacewatch            | —         | MPC                           |
| 349594     | 2008 TX69  | 2 out 2008  | Kitt Peak    | Spacewatch            | —         | MPC                           |
| 349595     | 2008 TA70  | 2 out 2008  | Kitt Peak    | Spacewatch            | —         | MPC                           |
| 349596     | 2008 TE93  | 5 out 2008  | La Sagra     | Mallorca Obs.         | —         | MPC                           |
| 349597     | 2008 TF95  | 6 out 2008  | Kitt Peak    | Spacewatch            | —         | MPC                           |
| 349598     | 2008 TT113 | 6 out 2008  | Kitt Peak    | Spacewatch            | Mitidika  | MPC                           |
| 349599     | 2008 TS117 | 6 out 2008  | Kitt Peak    | Spacewatch            | —         | MPC                           |
| 349600     | 2008 TJ131 | 8 out 2008  | Mount Lemmon | Mount Lemmon Survey   | —         | MPC                           |

## 349601–349700
| Designação       | Designação | Descoberta  | Descoberta       | Descobridor(es)     | Categoria | Mais informações / Referência |
| Permanente       | Provisória | Data        | Local            | Descobridor(es)     | Categoria | Mais informações / Referência |
| ---------------- | ---------- | ----------- | ---------------- | ------------------- | --------- | ----------------------------- |
| 349601           | 2008 TY140 | 9 out 2008  | Mount Lemmon     | Mount Lemmon Survey | —         | MPC                           |
| 349602           | 2008 TB187 | 8 out 2008  | Kitt Peak        | Spacewatch          | —         | MPC                           |
| 349603           | 2008 TH189 | 10 out 2008 | Mount Lemmon     | Mount Lemmon Survey | —         | MPC                           |
| 349604           | 2008 UL1   | 20 out 2008 | Goodricke-Pigott | R. A. Tucker        | —         | MPC                           |
| 349605           | 2008 UZ3   | 23 out 2008 | Bergisch Gladbac | W. Bickel           | Mitidika  | MPC                           |
| 349606 Fleurance | 2008 UX5   | 26 out 2008 | Vicques          | M. Ory              | —         | MPC                           |
| 349607           | 2008 US15  | 18 out 2008 | Kitt Peak        | Spacewatch          | —         | MPC                           |
| 349608           | 2008 UU22  | 19 out 2008 | Kitt Peak        | Spacewatch          | —         | MPC                           |
| 349609           | 2008 UF23  | 20 out 2008 | Kitt Peak        | Spacewatch          | —         | MPC                           |
| 349610           | 2008 UK42  | 20 out 2008 | Kitt Peak        | Spacewatch          | —         | MPC                           |
| 349611           | 2008 UV51  | 20 out 2008 | Kitt Peak        | Spacewatch          | —         | MPC                           |
| 349612           | 2008 UH56  | 21 out 2008 | Kitt Peak        | Spacewatch          | —         | MPC                           |
| 349613           | 2008 UA66  | 21 out 2008 | Kitt Peak        | Spacewatch          | —         | MPC                           |
| 349614           | 2008 UB67  | 21 out 2008 | Kitt Peak        | Spacewatch          | —         | MPC                           |
| 349615           | 2008 UX74  | 21 out 2008 | Kitt Peak        | Spacewatch          | —         | MPC                           |
| 349616           | 2008 UH82  | 22 out 2008 | Mount Lemmon     | Mount Lemmon Survey | —         | MPC                           |
| 349617           | 2008 UD98  | 26 out 2008 | Socorro          | LINEAR              | —         | MPC                           |
| 349618           | 2008 UY101 | 20 out 2008 | Kitt Peak        | Spacewatch          | —         | MPC                           |
| 349619           | 2008 UK112 | 22 out 2008 | Kitt Peak        | Spacewatch          | —         | MPC                           |
| 349620           | 2008 UY116 | 22 out 2008 | Kitt Peak        | Spacewatch          | —         | MPC                           |
| 349621           | 2008 UU132 | 23 out 2008 | Kitt Peak        | Spacewatch          | —         | MPC                           |
| 349622           | 2008 UH141 | 23 out 2008 | Kitt Peak        | Spacewatch          | —         | MPC                           |
| 349623           | 2008 UX143 | 23 out 2008 | Kitt Peak        | Spacewatch          | —         | MPC                           |
| 349624           | 2008 UQ148 | 8 out 2004  | Kitt Peak        | Spacewatch          | —         | MPC                           |
| 349625           | 2008 UA151 | 23 out 2008 | Kitt Peak        | Spacewatch          | —         | MPC                           |
| 349626           | 2008 UD151 | 23 out 2008 | Kitt Peak        | Spacewatch          | —         | MPC                           |
| 349627           | 2008 UY153 | 23 out 2008 | Kitt Peak        | Spacewatch          | Chloris   | MPC                           |
| 349628           | 2008 UK156 | 23 out 2008 | Kitt Peak        | Spacewatch          | Mitidika  | MPC                           |
| 349629           | 2008 UN160 | 23 out 2008 | Kitt Peak        | Spacewatch          | —         | MPC                           |
| 349630           | 2008 UH163 | 24 out 2008 | Kitt Peak        | Spacewatch          | —         | MPC                           |
| 349631           | 2008 UV169 | 24 out 2008 | Catalina         | CSS                 | —         | MPC                           |
| 349632           | 2008 UQ178 | 24 out 2008 | Mount Lemmon     | Mount Lemmon Survey | —         | MPC                           |
| 349633           | 2008 UG182 | 24 out 2008 | Mount Lemmon     | Mount Lemmon Survey | —         | MPC                           |
| 349634           | 2008 UU185 | 24 out 2008 | Kitt Peak        | Spacewatch          | —         | MPC                           |
| 349635           | 2008 UJ192 | 25 out 2008 | Catalina         | CSS                 | —         | MPC                           |
| 349636           | 2008 UG198 | 25 out 2008 | Socorro          | LINEAR              | —         | MPC                           |
| 349637           | 2008 UF210 | 23 out 2008 | Kitt Peak        | Spacewatch          | —         | MPC                           |
| 349638           | 2008 UP216 | 24 out 2008 | Mount Lemmon     | Mount Lemmon Survey | —         | MPC                           |
| 349639           | 2008 UO225 | 25 out 2008 | Kitt Peak        | Spacewatch          | —         | MPC                           |
| 349640           | 2008 UA248 | 26 out 2008 | Kitt Peak        | Spacewatch          | —         | MPC                           |
| 349641           | 2008 UB248 | 26 out 2008 | Kitt Peak        | Spacewatch          | —         | MPC                           |
| 349642           | 2008 US250 | 27 out 2008 | Kitt Peak        | Spacewatch          | Mitidika  | MPC                           |
| 349643           | 2008 UW256 | 27 out 2008 | Kitt Peak        | Spacewatch          | —         | MPC                           |
| 349644           | 2008 UG260 | 7 out 2008  | Mount Lemmon     | Mount Lemmon Survey | —         | MPC                           |
| 349645           | 2008 UJ270 | 28 out 2008 | Kitt Peak        | Spacewatch          | —         | MPC                           |
| 349646           | 2008 UW281 | 28 out 2008 | Kitt Peak        | Spacewatch          | —         | MPC                           |
| 349647           | 2008 UT294 | 29 out 2008 | Kitt Peak        | Spacewatch          | —         | MPC                           |
| 349648           | 2008 US303 | 29 out 2008 | Kitt Peak        | Spacewatch          | —         | MPC                           |
| 349649           | 2008 UF305 | 29 out 2008 | Mount Lemmon     | Mount Lemmon Survey | —         | MPC                           |
| 349650           | 2008 UN315 | 30 out 2008 | Mount Lemmon     | Mount Lemmon Survey | —         | MPC                           |
| 349651           | 2008 UT331 | 3 out 2008  | Mount Lemmon     | Mount Lemmon Survey | —         | MPC                           |
| 349652           | 2008 UR335 | 20 out 2008 | Kitt Peak        | Spacewatch          | —         | MPC                           |
| 349653           | 2008 UZ346 | 30 out 2008 | Kitt Peak        | Spacewatch          | —         | MPC                           |
| 349654           | 2008 UB353 | 21 out 2008 | Kitt Peak        | Spacewatch          | —         | MPC                           |
| 349655           | 2008 VD7   | 1 nov 2008  | Catalina         | CSS                 | —         | MPC                           |
| 349656           | 2008 VD9   | 2 nov 2008  | Mount Lemmon     | Mount Lemmon Survey | —         | MPC                           |
| 349657           | 2008 VD21  | 1 nov 2008  | Mount Lemmon     | Mount Lemmon Survey | —         | MPC                           |
| 349658           | 2008 VR33  | 2 nov 2008  | Mount Lemmon     | Mount Lemmon Survey | —         | MPC                           |
| 349659           | 2008 VK47  | 3 nov 2008  | Catalina         | CSS                 | —         | MPC                           |
| 349660           | 2008 VO48  | 3 nov 2008  | Kitt Peak        | Spacewatch          | —         | MPC                           |
| 349661           | 2008 VS48  | 3 nov 2008  | Kitt Peak        | Spacewatch          | —         | MPC                           |
| 349662           | 2008 VL57  | 6 nov 2008  | Mount Lemmon     | Mount Lemmon Survey | —         | MPC                           |
| 349663           | 2008 VZ68  | 8 nov 2008  | Mount Lemmon     | Mount Lemmon Survey | —         | MPC                           |
| 349664           | 2008 VR70  | 7 nov 2008  | Mount Lemmon     | Mount Lemmon Survey | —         | MPC                           |
| 349665           | 2008 VL74  | 8 nov 2008  | Mount Lemmon     | Mount Lemmon Survey | —         | MPC                           |
| 349666           | 2008 VC80  | 1 nov 2008  | Mount Lemmon     | Mount Lemmon Survey | —         | MPC                           |
| 349667           | 2008 WN10  | 18 nov 2008 | La Sagra         | Mallorca Obs.       | —         | MPC                           |
| 349668           | 2008 WH11  | 18 nov 2008 | Catalina         | CSS                 | —         | MPC                           |
| 349669           | 2008 WA32  | 19 nov 2008 | Mount Lemmon     | Mount Lemmon Survey | —         | MPC                           |
| 349670           | 2008 WF59  | 22 nov 2008 | Pla D'Arguines   | R. Ferrando         | —         | MPC                           |
| 349671           | 2008 WY66  | 18 nov 2008 | Kitt Peak        | Spacewatch          | —         | MPC                           |
| 349672           | 2008 WR68  | 18 nov 2008 | Kitt Peak        | Spacewatch          | —         | MPC                           |
| 349673           | 2008 WB74  | 19 nov 2008 | Mount Lemmon     | Mount Lemmon Survey | —         | MPC                           |
| 349674           | 2008 WH76  | 20 nov 2008 | Kitt Peak        | Spacewatch          | —         | MPC                           |
| 349675           | 2008 WD77  | 29 set 2008 | Mount Lemmon     | Mount Lemmon Survey | —         | MPC                           |
| 349676           | 2008 WZ79  | 20 nov 2008 | Kitt Peak        | Spacewatch          | —         | MPC                           |
| 349677           | 2008 WF82  | 20 nov 2008 | Kitt Peak        | Spacewatch          | —         | MPC                           |
| 349678           | 2008 WO83  | 20 nov 2008 | Kitt Peak        | Spacewatch          | —         | MPC                           |
| 349679           | 2008 WE88  | 21 nov 2008 | Mount Lemmon     | Mount Lemmon Survey | —         | MPC                           |
| 349680           | 2008 WU88  | 21 nov 2008 | Kitt Peak        | Spacewatch          | Mitidika  | MPC                           |
| 349681           | 2008 WE89  | 21 nov 2008 | Mount Lemmon     | Mount Lemmon Survey | —         | MPC                           |
| 349682           | 2008 WC90  | 22 nov 2008 | Mount Lemmon     | Mount Lemmon Survey | —         | MPC                           |
| 349683           | 2008 WP90  | 22 nov 2008 | Mount Lemmon     | Mount Lemmon Survey | —         | MPC                           |
| 349684           | 2008 WY98  | 24 nov 2008 | La Sagra         | Mallorca Obs.       | —         | MPC                           |
| 349685           | 2008 WA108 | 30 nov 2008 | Catalina         | CSS                 | —         | MPC                           |
| 349686           | 2008 WS110 | 30 nov 2008 | Kitt Peak        | Spacewatch          | —         | MPC                           |
| 349687           | 2008 WD113 | 30 nov 2008 | Kitt Peak        | Spacewatch          | —         | MPC                           |
| 349688           | 2008 WN115 | 30 nov 2008 | Kitt Peak        | Spacewatch          | —         | MPC                           |
| 349689           | 2008 WP118 | 30 nov 2008 | Mount Lemmon     | Mount Lemmon Survey | —         | MPC                           |
| 349690           | 2008 WG127 | 19 nov 2008 | Socorro          | LINEAR              | —         | MPC                           |
| 349691           | 2008 WC136 | 19 nov 2008 | Kitt Peak        | Spacewatch          | —         | MPC                           |
| 349692           | 2008 WX139 | 21 nov 2008 | Mount Lemmon     | Mount Lemmon Survey | —         | MPC                           |
| 349693           | 2008 XS2   | 6 dez 2008  | Mount Lemmon     | Mount Lemmon Survey | —         | MPC                           |
| 349694           | 2008 XF3   | 7 dez 2008  | Mount Lemmon     | Mount Lemmon Survey | —         | MPC                           |
| 349695           | 2008 XA4   | 2 dez 2008  | Socorro          | LINEAR              | —         | MPC                           |
| 349696           | 2008 XS4   | 3 dez 2008  | Socorro          | LINEAR              | —         | MPC                           |
| 349697           | 2008 XC11  | 1 dez 2008  | Catalina         | CSS                 | —         | MPC                           |
| 349698           | 2008 XV21  | 1 dez 2008  | Kitt Peak        | Spacewatch          | —         | MPC                           |
| 349699           | 2008 XW22  | 3 dez 2008  | Kitt Peak        | Spacewatch          | —         | MPC                           |
| 349700           | 2008 XG34  | 10 ago 2007 | Kitt Peak        | Spacewatch          | —         | MPC                           |

## 349701–349800
| Designação        | Designação | Descoberta  | Descoberta        | Descobridor(es)       | Categoria | Mais informações / Referência |
| Permanente        | Provisória | Data        | Local             | Descobridor(es)       | Categoria | Mais informações / Referência |
| ----------------- | ---------- | ----------- | ----------------- | --------------------- | --------- | ----------------------------- |
| 349701            | 2008 XR37  | 2 dez 2008  | Kitt Peak         | Spacewatch            | —         | MPC                           |
| 349702            | 2008 XJ46  | 4 dez 2008  | Mount Lemmon      | Mount Lemmon Survey   | —         | MPC                           |
| 349703            | 2008 XW50  | 4 dez 2008  | Mount Lemmon      | Mount Lemmon Survey   | Mitidika  | MPC                           |
| 349704            | 2008 XH51  | 3 dez 2008  | Socorro           | LINEAR                | —         | MPC                           |
| 349705            | 2008 XX51  | 3 dez 2008  | Catalina          | CSS                   | —         | MPC                           |
| 349706            | 2008 XF52  | 4 dez 2008  | Catalina          | CSS                   | Eos       | MPC                           |
| 349707            | 2008 YU2   | 21 dez 2008 | Mayhill           | A. Lowe               | —         | MPC                           |
| 349708            | 2008 YY2   | 1 dez 2008  | Catalina          | CSS                   | —         | MPC                           |
| 349709            | 2008 YY3   | 19 nov 2003 | Kitt Peak         | Spacewatch            | —         | MPC                           |
| 349710            | 2008 YP5   | 22 dez 2008 | Marly             | P. Kocher             | —         | MPC                           |
| 349711            | 2008 YM8   | 4 abr 2002  | Kitt Peak         | Spacewatch            | Mitidika  | MPC                           |
| 349712            | 2008 YP8   | 24 dez 2008 | Weihai            | Shandong University   | —         | MPC                           |
| 349713            | 2008 YQ9   | 25 dez 2008 | Weihai            | Shandong University   | —         | MPC                           |
| 349714            | 2008 YF11  | 19 nov 2008 | Kitt Peak         | Spacewatch            | —         | MPC                           |
| 349715            | 2008 YT16  | 21 dez 2008 | Mount Lemmon      | Mount Lemmon Survey   | —         | MPC                           |
| 349716            | 2008 YO26  | 24 dez 2008 | Dauban            | F. Kugel              | —         | MPC                           |
| 349717            | 2008 YS28  | 29 dez 2008 | Piszkéstető       | K. Sárneczky          | —         | MPC                           |
| 349718            | 2008 YF37  | 22 dez 2008 | Kitt Peak         | Spacewatch            | —         | MPC                           |
| 349719            | 2008 YB40  | 29 dez 2008 | Kitt Peak         | Spacewatch            | Mitidika  | MPC                           |
| 349720            | 2008 YB44  | 29 dez 2008 | Kitt Peak         | Spacewatch            | —         | MPC                           |
| 349721            | 2008 YJ45  | 29 dez 2008 | Mount Lemmon      | Mount Lemmon Survey   | —         | MPC                           |
| 349722            | 2008 YE50  | 29 dez 2008 | Mount Lemmon      | Mount Lemmon Survey   | —         | MPC                           |
| 349723            | 2008 YR52  | 29 dez 2008 | Mount Lemmon      | Mount Lemmon Survey   | —         | MPC                           |
| 349724            | 2008 YP62  | 30 dez 2008 | Mount Lemmon      | Mount Lemmon Survey   | —         | MPC                           |
| 349725            | 2008 YK65  | 30 dez 2008 | Catalina          | CSS                   | —         | MPC                           |
| 349726            | 2008 YH68  | 4 dez 2008  | Mount Lemmon      | Mount Lemmon Survey   | —         | MPC                           |
| 349727            | 2008 YM69  | 29 dez 2008 | Kitt Peak         | Spacewatch            | —         | MPC                           |
| 349728            | 2008 YF70  | 29 dez 2008 | Mount Lemmon      | Mount Lemmon Survey   | —         | MPC                           |
| 349729            | 2008 YF80  | 30 dez 2008 | Mount Lemmon      | Mount Lemmon Survey   | —         | MPC                           |
| 349730            | 2008 YV80  | 30 dez 2008 | Kitt Peak         | Spacewatch            | —         | MPC                           |
| 349731            | 2008 YS86  | 29 dez 2008 | Kitt Peak         | Spacewatch            | —         | MPC                           |
| 349732            | 2008 YB93  | 29 dez 2008 | Kitt Peak         | Spacewatch            | —         | MPC                           |
| 349733            | 2008 YW97  | 29 dez 2008 | Mount Lemmon      | Mount Lemmon Survey   | —         | MPC                           |
| 349734            | 2008 YH104 | 29 dez 2008 | Kitt Peak         | Spacewatch            | —         | MPC                           |
| 349735            | 2008 YU105 | 29 dez 2008 | Kitt Peak         | Spacewatch            | —         | MPC                           |
| 349736            | 2008 YF109 | 29 dez 2008 | Kitt Peak         | Spacewatch            | —         | MPC                           |
| 349737            | 2008 YU109 | 30 dez 2008 | Kitt Peak         | Spacewatch            | —         | MPC                           |
| 349738            | 2008 YB110 | 30 dez 2008 | Kitt Peak         | Spacewatch            | —         | MPC                           |
| 349739            | 2008 YJ117 | 29 dez 2008 | Mount Lemmon      | Mount Lemmon Survey   | —         | MPC                           |
| 349740            | 2008 YJ126 | 30 dez 2008 | Kitt Peak         | Spacewatch            | Eos       | MPC                           |
| 349741            | 2008 YM130 | 31 dez 2008 | Kitt Peak         | Spacewatch            | —         | MPC                           |
| 349742            | 2008 YV131 | 31 dez 2008 | Kitt Peak         | Spacewatch            | —         | MPC                           |
| 349743            | 2008 YB134 | 30 dez 2008 | Kitt Peak         | Spacewatch            | —         | MPC                           |
| 349744            | 2008 YH134 | 30 dez 2008 | Kitt Peak         | Spacewatch            | Mitidika  | MPC                           |
| 349745            | 2008 YG140 | 30 dez 2008 | Mount Lemmon      | Mount Lemmon Survey   | —         | MPC                           |
| 349746            | 2008 YG145 | 30 dez 2008 | Kitt Peak         | Spacewatch            | —         | MPC                           |
| 349747            | 2008 YL146 | 30 dez 2008 | Kitt Peak         | Spacewatch            | —         | MPC                           |
| 349748            | 2008 YD151 | 22 dez 2008 | Mount Lemmon      | Mount Lemmon Survey   | —         | MPC                           |
| 349749            | 2008 YJ155 | 22 dez 2008 | Kitt Peak         | Spacewatch            | —         | MPC                           |
| 349750            | 2008 YZ155 | 22 dez 2008 | Catalina          | CSS                   | —         | MPC                           |
| 349751            | 2008 YQ156 | 30 dez 2008 | Mount Lemmon      | Mount Lemmon Survey   | —         | MPC                           |
| 349752            | 2008 YP157 | 21 dez 2008 | Mount Lemmon      | Mount Lemmon Survey   | —         | MPC                           |
| 349753            | 2008 YD167 | 10 set 2004 | Kitt Peak         | Spacewatch            | —         | MPC                           |
| 349754            | 2008 YP171 | 31 dez 2008 | Socorro           | LINEAR                | —         | MPC                           |
| 349755            | 2009 AE2   | 4 jan 2009  | Weihai            | Shandong University   | —         | MPC                           |
| 349756            | 2009 AV7   | 25 out 2008 | Mount Lemmon      | Mount Lemmon Survey   | —         | MPC                           |
| 349757            | 2009 AA13  | 2 jan 2009  | Mount Lemmon      | Mount Lemmon Survey   | —         | MPC                           |
| 349758            | 2009 AM13  | 2 jan 2009  | Mount Lemmon      | Mount Lemmon Survey   | —         | MPC                           |
| 349759            | 2009 AR17  | 2 jan 2009  | Kitt Peak         | Spacewatch            | —         | MPC                           |
| 349760            | 2009 AY19  | 2 jan 2009  | Mount Lemmon      | Mount Lemmon Survey   | —         | MPC                           |
| 349761            | 2009 AR22  | 3 jan 2009  | Kitt Peak         | Spacewatch            | —         | MPC                           |
| 349762            | 2009 AL25  | 2 jan 2009  | Kitt Peak         | Spacewatch            | Mitidika  | MPC                           |
| 349763            | 2009 AS27  | 2 jan 2009  | Kitt Peak         | Spacewatch            | Phocaea   | MPC                           |
| 349764            | 2009 AY28  | 8 jan 2009  | Kitt Peak         | Spacewatch            | —         | MPC                           |
| 349765            | 2009 AR37  | 15 jan 2009 | Kitt Peak         | Spacewatch            | —         | MPC                           |
| 349766            | 2009 AH43  | 7 jan 2009  | Wrightwood        | J. W. Young           | —         | MPC                           |
| 349767            | 2009 BD1   | 17 jan 2009 | Calar Alto        | F. Hormuth            | —         | MPC                           |
| 349768            | 2009 BL1   | 17 jan 2009 | Socorro           | LINEAR                | —         | MPC                           |
| 349769            | 2009 BJ6   | 18 jan 2009 | Socorro           | LINEAR                | —         | MPC                           |
| 349770            | 2009 BW7   | 21 jan 2009 | Mayhill           | A. Lowe               | Eos       | MPC                           |
| 349771            | 2009 BF8   | 17 jan 2009 | Socorro           | LINEAR                | —         | MPC                           |
| 349772            | 2009 BW8   | 17 jan 2009 | Socorro           | LINEAR                | —         | MPC                           |
| 349773            | 2009 BP9   | 18 jan 2009 | Socorro           | LINEAR                | —         | MPC                           |
| 349774            | 2009 BG10  | 21 jan 2009 | Great Shefford    | P. Birtwhistle        | —         | MPC                           |
| 349775            | 2009 BW14  | 16 jan 2009 | Kitt Peak         | Spacewatch            | —         | MPC                           |
| 349776            | 2009 BV15  | 16 jan 2009 | Mount Lemmon      | Mount Lemmon Survey   | —         | MPC                           |
| 349777            | 2009 BS17  | 16 jan 2009 | Mount Lemmon      | Mount Lemmon Survey   | —         | MPC                           |
| 349778            | 2009 BQ30  | 16 jan 2009 | Kitt Peak         | Spacewatch            | —         | MPC                           |
| 349779            | 2009 BK34  | 16 jan 2009 | Kitt Peak         | Spacewatch            | —         | MPC                           |
| 349780            | 2009 BZ35  | 16 jan 2009 | Kitt Peak         | Spacewatch            | Maria     | MPC                           |
| 349781            | 2009 BX42  | 16 jan 2009 | Kitt Peak         | Spacewatch            | —         | MPC                           |
| 349782            | 2009 BN45  | 16 jan 2009 | Kitt Peak         | Spacewatch            | —         | MPC                           |
| 349783            | 2009 BR49  | 16 jan 2009 | Mount Lemmon      | Mount Lemmon Survey   | —         | MPC                           |
| 349784            | 2009 BA54  | 16 jan 2009 | Mount Lemmon      | Mount Lemmon Survey   | —         | MPC                           |
| 349785 Hsiaotejen | 2009 BP55  | 16 jan 2009 | Lulin Observatory | X. Y. Hsiao, Q.-z. Ye | —         | MPC                           |
| 349786            | 2009 BP60  | 17 jan 2009 | Kitt Peak         | Spacewatch            | Phocaea   | MPC                           |
| 349787            | 2009 BB62  | 18 jan 2009 | Mount Lemmon      | Mount Lemmon Survey   | —         | MPC                           |
| 349788            | 2009 BZ62  | 20 jan 2009 | Catalina          | CSS                   | —         | MPC                           |
| 349789            | 2009 BA64  | 20 jan 2009 | Catalina          | CSS                   | —         | MPC                           |
| 349790            | 2009 BM68  | 23 jan 2009 | Purple Mountain   | PMO NEO               | —         | MPC                           |
| 349791            | 2009 BO69  | 25 jan 2009 | Catalina          | CSS                   | —         | MPC                           |
| 349792            | 2009 BO70  | 25 jan 2009 | Catalina          | CSS                   | —         | MPC                           |
| 349793            | 2009 BX73  | 16 jan 2009 | Mount Lemmon      | Mount Lemmon Survey   | —         | MPC                           |
| 349794            | 2009 BD74  | 17 jan 2009 | Kitt Peak         | Spacewatch            | —         | MPC                           |
| 349795            | 2009 BV76  | 27 jan 2009 | Purple Mountain   | PMO NEO               | —         | MPC                           |
| 349796            | 2009 BK80  | 31 jan 2009 | Socorro           | LINEAR                | —         | MPC                           |
| 349797            | 2009 BK82  | 30 set 2003 | Apache Point      | SDSS                  | —         | MPC                           |
| 349798            | 2009 BQ87  | 25 jan 2009 | Kitt Peak         | Spacewatch            | —         | MPC                           |
| 349799            | 2009 BD88  | 25 jan 2009 | Kitt Peak         | Spacewatch            | —         | MPC                           |
| 349800            | 2009 BN89  | 25 jan 2009 | Kitt Peak         | Spacewatch            | —         | MPC                           |

## 349801–349900
| Designação | Designação | Descoberta  | Descoberta       | Descobridor(es)     | Categoria | Mais informações / Referência |
| Permanente | Provisória | Data        | Local            | Descobridor(es)     | Categoria | Mais informações / Referência |
| ---------- | ---------- | ----------- | ---------------- | ------------------- | --------- | ----------------------------- |
| 349801     | 2009 BL94  | 25 jan 2009 | Kitt Peak        | Spacewatch          | —         | MPC                           |
| 349802     | 2009 BJ95  | 26 jan 2009 | Mount Lemmon     | Mount Lemmon Survey | —         | MPC                           |
| 349803     | 2009 BL99  | 28 jan 2009 | Catalina         | CSS                 | —         | MPC                           |
| 349804     | 2009 BM99  | 28 jan 2009 | Catalina         | CSS                 | —         | MPC                           |
| 349805     | 2009 BR106 | 27 jan 2009 | Purple Mountain  | PMO NEO             | —         | MPC                           |
| 349806     | 2009 BE110 | 31 jan 2009 | Mount Lemmon     | Mount Lemmon Survey | —         | MPC                           |
| 349807     | 2009 BQ110 | 31 jan 2009 | Mount Lemmon     | Mount Lemmon Survey | —         | MPC                           |
| 349808     | 2009 BS116 | 29 jan 2009 | Catalina         | CSS                 | —         | MPC                           |
| 349809     | 2009 BB122 | 31 jan 2009 | Kitt Peak        | Spacewatch          | —         | MPC                           |
| 349810     | 2009 BR131 | 27 jan 2009 | Purple Mountain  | PMO NEO             | —         | MPC                           |
| 349811     | 2009 BT131 | 18 jan 2009 | Catalina         | CSS                 | —         | MPC                           |
| 349812     | 2009 BA141 | 30 jan 2009 | Kitt Peak        | Spacewatch          | —         | MPC                           |
| 349813     | 2009 BH145 | 30 jan 2009 | Kitt Peak        | Spacewatch          | —         | MPC                           |
| 349814     | 2009 BL157 | 31 jan 2009 | Kitt Peak        | Spacewatch          | —         | MPC                           |
| 349815     | 2009 BF158 | 31 jan 2009 | Kitt Peak        | Spacewatch          | —         | MPC                           |
| 349816     | 2009 BR163 | 31 jan 2009 | Kitt Peak        | Spacewatch          | —         | MPC                           |
| 349817     | 2009 BY165 | 31 jan 2009 | Kitt Peak        | Spacewatch          | —         | MPC                           |
| 349818     | 2009 BC170 | 16 jan 2009 | Kitt Peak        | Spacewatch          | —         | MPC                           |
| 349819     | 2009 BU174 | 25 jan 2009 | Kitt Peak        | Spacewatch          | —         | MPC                           |
| 349820     | 2009 BA176 | 31 jan 2009 | Mount Lemmon     | Mount Lemmon Survey | —         | MPC                           |
| 349821     | 2009 BG180 | 20 jan 2009 | Mount Lemmon     | Mount Lemmon Survey | Eos       | MPC                           |
| 349822     | 2009 BU181 | 26 jan 2009 | Catalina         | CSS                 | —         | MPC                           |
| 349823     | 2009 BM184 | 17 jan 2009 | Socorro          | LINEAR              | —         | MPC                           |
| 349824     | 2009 BJ186 | 18 jan 2009 | Kitt Peak        | Spacewatch          | —         | MPC                           |
| 349825     | 2009 BO186 | 18 jan 2009 | Kitt Peak        | Spacewatch          | —         | MPC                           |
| 349826     | 2009 CU6   | 14 fev 2009 | Heppenheim       | Starkenburg Obs.    | —         | MPC                           |
| 349827     | 2009 CM7   | 1 fev 2009  | Catalina         | CSS                 | —         | MPC                           |
| 349828     | 2009 CU11  | 1 fev 2009  | Kitt Peak        | Spacewatch          | —         | MPC                           |
| 349829     | 2009 CY14  | 3 fev 2009  | Kitt Peak        | Spacewatch          | —         | MPC                           |
| 349830     | 2009 CO15  | 3 fev 2009  | Mount Lemmon     | Mount Lemmon Survey | —         | MPC                           |
| 349831     | 2009 CW18  | 3 fev 2009  | Mount Lemmon     | Mount Lemmon Survey | —         | MPC                           |
| 349832     | 2009 CV19  | 4 fev 2009  | Mount Lemmon     | Mount Lemmon Survey | —         | MPC                           |
| 349833     | 2009 CJ22  | 1 fev 2009  | Kitt Peak        | Spacewatch          | —         | MPC                           |
| 349834     | 2009 CB23  | 1 fev 2009  | Kitt Peak        | Spacewatch          | —         | MPC                           |
| 349835     | 2009 CY25  | 1 fev 2009  | Kitt Peak        | Spacewatch          | —         | MPC                           |
| 349836     | 2009 CF26  | 1 fev 2009  | Kitt Peak        | Spacewatch          | —         | MPC                           |
| 349837     | 2009 CU33  | 2 fev 2009  | Kitt Peak        | Spacewatch          | —         | MPC                           |
| 349838     | 2009 CX36  | 3 fev 2009  | Kitt Peak        | Spacewatch          | —         | MPC                           |
| 349839     | 2009 CS37  | 4 fev 2009  | Kitt Peak        | Spacewatch          | —         | MPC                           |
| 349840     | 2009 CF43  | 14 fev 2009 | Catalina         | CSS                 | —         | MPC                           |
| 349841     | 2009 CX48  | 14 fev 2009 | Mount Lemmon     | Mount Lemmon Survey | —         | MPC                           |
| 349842     | 2009 CV49  | 14 fev 2009 | Mount Lemmon     | Mount Lemmon Survey | —         | MPC                           |
| 349843     | 2009 CE52  | 14 fev 2009 | Mount Lemmon     | Mount Lemmon Survey | —         | MPC                           |
| 349844     | 2009 CC55  | 19 nov 2003 | Anderson Mesa    | LONEOS              | —         | MPC                           |
| 349845     | 2009 CY55  | 23 nov 2008 | Mount Lemmon     | Mount Lemmon Survey | —         | MPC                           |
| 349846     | 2009 CO59  | 5 fev 2009  | Catalina         | CSS                 | —         | MPC                           |
| 349847     | 2009 CS61  | 4 fev 2009  | Mount Lemmon     | Mount Lemmon Survey | —         | MPC                           |
| 349848     | 2009 CT62  | 1 fev 2009  | Kitt Peak        | Spacewatch          | —         | MPC                           |
| 349849     | 2009 CF63  | 1 fev 2009  | Socorro          | LINEAR              | —         | MPC                           |
| 349850     | 2009 CR65  | 2 fev 2009  | Kitt Peak        | Spacewatch          | —         | MPC                           |
| 349851     | 2009 DA2   | 31 jan 2009 | Kitt Peak        | Spacewatch          | Ursula    | MPC                           |
| 349852     | 2009 DN7   | 19 fev 2009 | Kitt Peak        | Spacewatch          | —         | MPC                           |
| 349853     | 2009 DX15  | 16 fev 2009 | La Sagra         | Mallorca Obs.       | —         | MPC                           |
| 349854     | 2009 DX18  | 20 fev 2009 | Kitt Peak        | Spacewatch          | —         | MPC                           |
| 349855     | 2009 DU19  | 21 fev 2009 | Catalina         | CSS                 | Phocaea   | MPC                           |
| 349856     | 2009 DW19  | 21 fev 2009 | Catalina         | CSS                 | —         | MPC                           |
| 349857     | 2009 DE21  | 19 fev 2009 | Kitt Peak        | Spacewatch          | —         | MPC                           |
| 349858     | 2009 DJ26  | 18 fev 2009 | Socorro          | LINEAR              | —         | MPC                           |
| 349859     | 2009 DJ35  | 20 fev 2009 | Kitt Peak        | Spacewatch          | —         | MPC                           |
| 349860     | 2009 DY35  | 20 fev 2009 | Kitt Peak        | Spacewatch          | —         | MPC                           |
| 349861     | 2009 DW41  | 19 fev 2009 | La Sagra         | Mallorca Obs.       | —         | MPC                           |
| 349862     | 2009 DX43  | 21 fev 2009 | Vallemare Borbon | V. S. Casulli       | —         | MPC                           |
| 349863     | 2009 DS47  | 28 fev 2009 | Socorro          | LINEAR              | —         | MPC                           |
| 349864     | 2009 DQ50  | 19 fev 2009 | Kitt Peak        | Spacewatch          | —         | MPC                           |
| 349865     | 2009 DG53  | 22 fev 2009 | Kitt Peak        | Spacewatch          | —         | MPC                           |
| 349866     | 2009 DU56  | 22 fev 2009 | Kitt Peak        | Spacewatch          | Brangane  | MPC                           |
| 349867     | 2009 DY57  | 22 fev 2009 | Kitt Peak        | Spacewatch          | —         | MPC                           |
| 349868     | 2009 DX59  | 22 fev 2009 | Kitt Peak        | Spacewatch          | —         | MPC                           |
| 349869     | 2009 DD62  | 22 fev 2009 | Kitt Peak        | Spacewatch          | —         | MPC                           |
| 349870     | 2009 DB63  | 22 fev 2009 | Kitt Peak        | Spacewatch          | —         | MPC                           |
| 349871     | 2009 DO65  | 22 fev 2009 | Catalina         | CSS                 | —         | MPC                           |
| 349872     | 2009 DZ68  | 26 fev 2009 | Mount Lemmon     | Mount Lemmon Survey | —         | MPC                           |
| 349873     | 2009 DC71  | 17 fev 2009 | La Sagra         | Mallorca Obs.       | —         | MPC                           |
| 349874     | 2009 DA74  | 26 fev 2009 | Catalina         | CSS                 | —         | MPC                           |
| 349875     | 2009 DR76  | 21 fev 2009 | Mount Lemmon     | Mount Lemmon Survey | —         | MPC                           |
| 349876     | 2009 DN78  | 21 fev 2009 | Kitt Peak        | Spacewatch          | —         | MPC                           |
| 349877     | 2009 DC81  | 24 fev 2009 | Kitt Peak        | Spacewatch          | —         | MPC                           |
| 349878     | 2009 DG81  | 24 fev 2009 | Kitt Peak        | Spacewatch          | —         | MPC                           |
| 349879     | 2009 DK81  | 24 fev 2009 | Kitt Peak        | Spacewatch          | —         | MPC                           |
| 349880     | 2009 DD84  | 26 fev 2009 | Kitt Peak        | Spacewatch          | —         | MPC                           |
| 349881     | 2009 DS84  | 26 fev 2009 | Kitt Peak        | Spacewatch          | —         | MPC                           |
| 349882     | 2009 DZ84  | 20 out 2006 | Kitt Peak        | Spacewatch          | —         | MPC                           |
| 349883     | 2009 DJ87  | 27 fev 2009 | Catalina         | CSS                 | —         | MPC                           |
| 349884     | 2009 DM109 | 7 abr 2005  | Mount Lemmon     | Mount Lemmon Survey | —         | MPC                           |
| 349885     | 2009 DT118 | 27 fev 2009 | Kitt Peak        | Spacewatch          | —         | MPC                           |
| 349886     | 2009 DA125 | 26 set 2006 | Kitt Peak        | Spacewatch          | —         | MPC                           |
| 349887     | 2009 DP125 | 19 fev 2009 | Kitt Peak        | Spacewatch          | —         | MPC                           |
| 349888     | 2009 DM126 | 20 fev 2009 | Kitt Peak        | Spacewatch          | —         | MPC                           |
| 349889     | 2009 DL129 | 27 fev 2009 | Kitt Peak        | Spacewatch          | Ursula    | MPC                           |
| 349890     | 2009 DZ130 | 22 fev 2009 | Catalina         | CSS                 | —         | MPC                           |
| 349891     | 2009 DE133 | 27 fev 2009 | Catalina         | CSS                 | —         | MPC                           |
| 349892     | 2009 DM134 | 28 fev 2009 | Kitt Peak        | Spacewatch          | —         | MPC                           |
| 349893     | 2009 DP136 | 20 fev 2009 | Kitt Peak        | Spacewatch          | —         | MPC                           |
| 349894     | 2009 EN12  | 1 mar 2009  | Mount Lemmon     | Mount Lemmon Survey | —         | MPC                           |
| 349895     | 2009 ED30  | 2 mar 2009  | Kitt Peak        | Spacewatch          | —         | MPC                           |
| 349896     | 2009 FB23  | 20 mar 2009 | Bergisch Gladbac | W. Bickel           | Ursula    | MPC                           |
| 349897     | 2009 FM24  | 20 mar 2009 | La Sagra         | Mallorca Obs.       | —         | MPC                           |
| 349898     | 2009 FA28  | 22 mar 2009 | Catalina         | CSS                 | —         | MPC                           |
| 349899     | 2009 FE32  | 26 mar 2009 | Cerro Burek      | Alianza S4 Obs.     | —         | MPC                           |
| 349900     | 2009 FM34  | 24 mar 2009 | Kitt Peak        | Spacewatch          | Maria     | MPC                           |

## 349901–350000
| Designação | Designação | Descoberta  | Descoberta       | Descobridor(es)     | Categoria | Mais informações / Referência |
| Permanente | Provisória | Data        | Local            | Descobridor(es)     | Categoria | Mais informações / Referência |
| ---------- | ---------- | ----------- | ---------------- | ------------------- | --------- | ----------------------------- |
| 349901     | 2009 FX35  | 24 mar 2009 | Kitt Peak        | Spacewatch          | —         | MPC                           |
| 349902     | 2009 FU38  | 17 mar 2009 | Kitt Peak        | Spacewatch          | —         | MPC                           |
| 349903     | 2009 FS43  | 30 mar 2009 | Socorro          | LINEAR              | —         | MPC                           |
| 349904     | 2009 FZ43  | 29 mar 2009 | Bergisch Gladbac | W. Bickel           | —         | MPC                           |
| 349905     | 2009 FP47  | 28 mar 2009 | Mount Lemmon     | Mount Lemmon Survey | —         | MPC                           |
| 349906     | 2009 FD48  | 25 mar 2009 | Hibiscus         | N. Teamo            | —         | MPC                           |
| 349907     | 2009 FV68  | 31 mar 2009 | Mount Lemmon     | Mount Lemmon Survey | —         | MPC                           |
| 349908     | 2009 FN74  | 17 mar 2009 | Socorro          | LINEAR              | —         | MPC                           |
| 349909     | 2009 HD8   | 17 abr 2009 | Kitt Peak        | Spacewatch          | —         | MPC                           |
| 349910     | 2009 HQ9   | 17 abr 2009 | Mount Lemmon     | Mount Lemmon Survey | —         | MPC                           |
| 349911     | 2009 HT79  | 27 abr 2009 | Mount Lemmon     | Mount Lemmon Survey | —         | MPC                           |
| 349912     | 2009 HN90  | 20 abr 2009 | Mount Lemmon     | Mount Lemmon Survey | —         | MPC                           |
| 349913     | 2009 KX8   | 24 mai 2009 | Catalina         | CSS                 | —         | MPC                           |
| 349914     | 2009 KX13  | 26 mai 2009 | Mount Lemmon     | Mount Lemmon Survey | —         | MPC                           |
| 349915     | 2009 QA30  | 20 ago 2009 | Catalina         | CSS                 | —         | MPC                           |
| 349916     | 2009 QE59  | 28 ago 2009 | Kitt Peak        | Spacewatch          | Vesta     | MPC                           |
| 349917     | 2009 RB14  | 12 set 2009 | Kitt Peak        | Spacewatch          | —         | MPC                           |
| 349918     | 2009 SU154 | 16 ago 2009 | Kitt Peak        | Spacewatch          | Vesta     | MPC                           |
| 349919     | 2009 SZ166 | 22 set 2009 | Kitt Peak        | Spacewatch          | Vesta     | MPC                           |
| 349920     | 2009 SC211 | 23 set 2009 | Kitt Peak        | Spacewatch          | Vesta     | MPC                           |
| 349921     | 2009 SB280 | 25 set 2009 | Kitt Peak        | Spacewatch          | —         | MPC                           |
| 349922     | 2009 TW42  | 1 out 2009  | Charleston       | ARO                 | —         | MPC                           |
| 349923     | 2009 UF8   | 25 set 2009 | Kitt Peak        | Spacewatch          | Vesta     | MPC                           |
| 349924     | 2009 UW91  | 9 mar 2008  | Siding Spring    | SSS                 | —         | MPC                           |
| 349925     | 2009 WC26  | 22 nov 2009 | Catalina         | CSS                 | —         | MPC                           |
| 349926     | 2009 WV41  | 17 nov 2009 | Kitt Peak        | Spacewatch          | —         | MPC                           |
| 349927     | 2009 WB50  | 19 nov 2009 | Kitt Peak        | Spacewatch          | —         | MPC                           |
| 349928     | 2009 WD106 | 25 nov 2009 | Socorro          | LINEAR              | —         | MPC                           |
| 349929     | 2009 WT202 | 8 nov 2009  | Kitt Peak        | Spacewatch          | —         | MPC                           |
| 349930     | 2009 XH17  | 6 fev 2007  | Mount Lemmon     | Mount Lemmon Survey | —         | MPC                           |
| 349931     | 2009 XE18  | 15 dez 2009 | Mount Lemmon     | Mount Lemmon Survey | —         | MPC                           |
| 349932     | 2009 XO18  | 15 dez 2009 | Mount Lemmon     | Mount Lemmon Survey | —         | MPC                           |
| 349933     | 2009 YF7   | 19 dez 2009 | La Silla         | D. L. Rabinowitz    | —         | MPC                           |
| 349934     | 2010 AX5   | 5 jan 2010  | Kitt Peak        | Spacewatch          | —         | MPC                           |
| 349935     | 2010 AD9   | 6 jan 2010  | Kitt Peak        | Spacewatch          | —         | MPC                           |
| 349936     | 2010 AC12  | 6 jan 2010  | Kitt Peak        | Spacewatch          | —         | MPC                           |
| 349937     | 2010 AN15  | 21 mai 2004 | Kitt Peak        | Spacewatch          | —         | MPC                           |
| 349938     | 2010 AP29  | 8 jan 2010  | Mount Lemmon     | Mount Lemmon Survey | —         | MPC                           |
| 349939     | 2010 AH50  | 8 jan 2010  | Kitt Peak        | Spacewatch          | —         | MPC                           |
| 349940     | 2010 AK53  | 8 jan 2010  | Kitt Peak        | Spacewatch          | —         | MPC                           |
| 349941     | 2010 CY2   | 5 fev 2010  | Kitt Peak        | Spacewatch          | Mitidika  | MPC                           |
| 349942     | 2010 CR22  | 9 fev 2010  | Kitt Peak        | Spacewatch          | —         | MPC                           |
| 349943     | 2010 CO29  | 9 fev 2010  | Kitt Peak        | Spacewatch          | —         | MPC                           |
| 349944     | 2010 CH32  | 9 fev 2010  | Kitt Peak        | Spacewatch          | —         | MPC                           |
| 349945     | 2010 CD52  | 14 fev 2010 | WISE             | WISE                | —         | MPC                           |
| 349946     | 2010 CE62  | 9 fev 2010  | Kitt Peak        | Spacewatch          | —         | MPC                           |
| 349947     | 2010 CP63  | 9 fev 2010  | Kitt Peak        | Spacewatch          | Mitidika  | MPC                           |
| 349948     | 2010 CC69  | 10 fev 2010 | Kitt Peak        | Spacewatch          | —         | MPC                           |
| 349949     | 2010 CN69  | 23 abr 2007 | Mount Lemmon     | Mount Lemmon Survey | —         | MPC                           |
| 349950     | 2010 CL85  | 2 mar 1995  | Kitt Peak        | Spacewatch          | —         | MPC                           |
| 349951     | 2010 CR107 | 14 fev 2010 | Kitt Peak        | Spacewatch          | —         | MPC                           |
| 349952     | 2010 CY107 | 14 fev 2010 | Kitt Peak        | Spacewatch          | —         | MPC                           |
| 349953     | 2010 CK119 | 15 fev 2010 | Kitt Peak        | Spacewatch          | —         | MPC                           |
| 349954     | 2010 CR123 | 6 out 2000  | Anderson Mesa    | LONEOS              | Mitidika  | MPC                           |
| 349955     | 2010 CO127 | 15 fev 2010 | Kitt Peak        | Spacewatch          | —         | MPC                           |
| 349956     | 2010 CS146 | 13 fev 2010 | Kitt Peak        | Spacewatch          | —         | MPC                           |
| 349957     | 2010 CM166 | 13 fev 2010 | Kitt Peak        | Spacewatch          | —         | MPC                           |
| 349958     | 2010 CK182 | 14 fev 2010 | Haleakala        | Pan-STARRS          | —         | MPC                           |
| 349959     | 2010 CC222 | 8 fev 2010  | WISE             | WISE                | —         | MPC                           |
| 349960     | 2010 DK20  | 24 set 2008 | Mount Lemmon     | Mount Lemmon Survey | —         | MPC                           |
| 349961     | 2010 DO30  | 19 fev 2010 | WISE             | WISE                | —         | MPC                           |
| 349962     | 2010 DP31  | 3 jul 2005  | Palomar          | NEAT                | —         | MPC                           |
| 349963     | 2010 DV31  | 17 fev 2010 | WISE             | WISE                | —         | MPC                           |
| 349964     | 2010 DO46  | 5 jan 2006  | Kitt Peak        | Spacewatch          | —         | MPC                           |
| 349965     | 2010 DP65  | 26 fev 2010 | WISE             | WISE                | —         | MPC                           |
| 349966     | 2010 ER7   | 3 mar 2010  | WISE             | WISE                | —         | MPC                           |
| 349967     | 2010 ET7   | 3 mar 2010  | WISE             | WISE                | Pallas    | MPC                           |
| 349968     | 2010 ES21  | 4 mar 2010  | Kitt Peak        | Spacewatch          | —         | MPC                           |
| 349969     | 2010 EG29  | 4 mar 2010  | Kitt Peak        | Spacewatch          | —         | MPC                           |
| 349970     | 2010 EA35  | 10 mar 2010 | Purple Mountain  | PMO NEO             | —         | MPC                           |
| 349971     | 2010 EE40  | 14 fev 2010 | Mount Lemmon     | Mount Lemmon Survey | —         | MPC                           |
| 349972     | 2010 EW66  | 2 mar 2006  | Kitt Peak        | Spacewatch          | —         | MPC                           |
| 349973     | 2010 EE67  | 12 mar 2010 | Catalina         | CSS                 | —         | MPC                           |
| 349974     | 2010 ES77  | 10 mar 2003 | Anderson Mesa    | LONEOS              | —         | MPC                           |
| 349975     | 2010 EX85  | 11 nov 2001 | Apache Point     | SDSS                | —         | MPC                           |
| 349976     | 2010 EC86  | 13 mar 2010 | Kitt Peak        | Spacewatch          | —         | MPC                           |
| 349977     | 2010 EG90  | 26 jan 2006 | Kitt Peak        | Spacewatch          | Phocaea   | MPC                           |
| 349978     | 2010 EP103 | 15 mar 2010 | Mount Lemmon     | Mount Lemmon Survey | —         | MPC                           |
| 349979     | 2010 EO108 | 13 mar 2010 | Mount Lemmon     | Mount Lemmon Survey | —         | MPC                           |
| 349980     | 2010 EH110 | 12 mar 2010 | Kitt Peak        | Spacewatch          | —         | MPC                           |
| 349981     | 2010 EQ113 | 5 mar 2010  | Catalina         | CSS                 | —         | MPC                           |
| 349982     | 2010 ED121 | 28 out 2008 | Mount Lemmon     | Mount Lemmon Survey | —         | MPC                           |
| 349983     | 2010 EL123 | 15 mar 2010 | Kitt Peak        | Spacewatch          | —         | MPC                           |
| 349984     | 2010 EG124 | 4 abr 2003  | Kitt Peak        | Spacewatch          | —         | MPC                           |
| 349985     | 2010 ER127 | 7 mar 2003  | Anderson Mesa    | LONEOS              | —         | MPC                           |
| 349986     | 2010 ES131 | 15 mar 2010 | Kitt Peak        | Spacewatch          | —         | MPC                           |
| 349987     | 2010 EK134 | 25 set 2008 | Kitt Peak        | Spacewatch          | —         | MPC                           |
| 349988     | 2010 EW140 | 17 set 2003 | Kitt Peak        | Spacewatch          | —         | MPC                           |
| 349989     | 2010 EO171 | 5 dez 2008  | Kitt Peak        | Spacewatch          | —         | MPC                           |
| 349990     | 2010 EY171 | 26 set 2003 | Apache Point     | SDSS                | —         | MPC                           |
| 349991     | 2010 FM20  | 21 jun 2007 | Mount Lemmon     | Mount Lemmon Survey | —         | MPC                           |
| 349992     | 2010 FD29  | 16 fev 2010 | Kitt Peak        | Spacewatch          | —         | MPC                           |
| 349993     | 2010 FE85  | 19 mar 2010 | Mount Lemmon     | Mount Lemmon Survey | —         | MPC                           |
| 349994     | 2010 FS88  | 18 mar 2010 | Kitt Peak        | Spacewatch          | —         | MPC                           |
| 349995     | 2010 FE92  | 20 mar 2010 | Catalina         | CSS                 | —         | MPC                           |
| 349996     | 2010 FU92  | 14 jan 2010 | WISE             | WISE                | —         | MPC                           |
| 349997     | 2010 FY98  | 9 out 2007  | Kitt Peak        | Spacewatch          | —         | MPC                           |
| 349998     | 2010 GP27  | 5 abr 2010  | Kitt Peak        | Spacewatch          | —         | MPC                           |
| 349999     | 2010 GC28  | 6 abr 2010  | Kitt Peak        | Spacewatch          | —         | MPC                           |
| 350000     | 2010 GM28  | 6 abr 2010  | Kitt Peak        | Spacewatch          | —         | MPC                           |